# Historia de la provincia de Huelva
La provincia de Huelva (Andalucía, España) se encuentra en la zona suroccidental del país, limitando con las provincias de Sevilla, Cádiz y Badajoz y formando frontera con Portugal. Geográficamente comienza al norte con las primeras estribaciones de Sierra Morena, al oeste con el río Guadiana y al sur con el océano Atlántico. Conformada como provincia en el siglo XIX tiene una vasta historia que comienza con algunos de los poblamientos más antiguos de la península ibérica y que encuentra su cénit en el tramo final del siglo XV, cuando la marinería del eje que conforman los ríos Tinto y Odiel contribuyó de manera activa a la exploración atlántica y del continente americano. 
Su situación estratégica, en el área de influencia del Mediterráneo y su cercanía al continente africano, y la existencia conocida desde la antigüedad de importantes yacimientos mineros, permitieron que se consolidaran pobladores desde muy antiguo al mismo tiempo que culturas orientales comerciaran y se afincaran en sus tierras desde el inicio de la Edad de los Metales. De hecho, prácticamente toda la provincia se encontraba dentro del triángulo que formaba el pueblo de Tartessos), cultura que dejó su impronta durante la protohistoria, como la fortísima influencia fenicia y griega. Para algunos investigadores, la misma ciudad de Huelva podría componer el poblamiento continuado más antiguo de toda Iberia.
En la actualidad la provincia, periférica dentro de España e incluso en Andalucía, intenta reorientar su modelo económico del industrial -consolidado entre el siglo XIX y los años 1960- a nuevos sectores más diversificados.

## Prehistoria y protohistoria: cultura del bronce onubense, tartesios y turdetanos

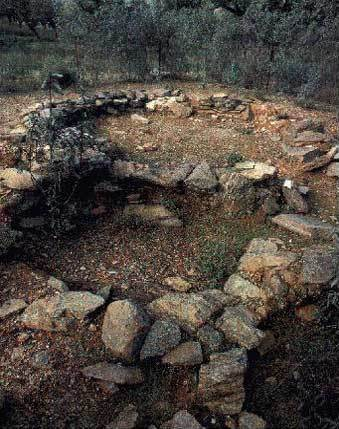
Dolmen de La Zarcita.

Existe constancia de presencia humana en la zona costera desde la llegada de los primeros pobladores de la península ibérica a través del estrecho de Gibraltar. Estos hombres y mujeres fueron asentándose y ocupando progresivamente la zona más septentrional. 
Del Neolítico queda impronta gracias a la existencia de yacimientos, como el de La Dehesa en la comarca de El Condado, en los que se encontró una importante industria lítica con diferentes piedras talladas además de restos cerámicos. Los dólmenes como el de Soto y otros yacimientos como el de El Pozuelo o los restos de una ciudad amurallada en La Zarcita permiten fechar la presencia humana en estos territorios. 
En la Edad de Bronce apareció una cultura bien identificada en el área que comprende gran parte del territorio de la actual provincia de Huelva. Esta cultura entró en contacto con la Cultura del Bronce Meridional portuguesa, que recuerda a la de El Argar en muchos de sus elementos, como los enterramientos individualizados en cistas o su cerámica lisa. Uno de sus rasgos más características era su ritual funerario, con enterramientos colectivos en megalitos y los enterramientos individuales, con un modelo de enterramiento que también se desarrolló en el sur de Portugal en esa época. Todo esto hace pensar que debió existir algún tipo de contacto entre estas culturas.
Las necrópolis encontradas en el Andévalo y Sierra Morena se han localizado en zonas cercanas a yacimientos de piritas. Para su recubrimiento se utilizaron losas de pizarra. Sus ajuares no solían ser abundantes, apenas un par de cuencos, salvo en la necrópolis de El Becerro, en la zona arqueológica de Santa Eulalia, donde se han encontrado cuentas de collar y joyas de plata. Estos restos ayudan a comprender el paso por la zona de los pobladores de la provincia durante la Edad del Bronce. 
De la etapa final del Bronce datan también los hallazgos en la ría de Huelva que, junto a los de la zona del Seminario de la capital, son los que probablemente convierten a la desembocadura de los ríos Tinto y Odiel en la zona de la península con presencia humana continuada más temprana, remontándose ésta hacia el 3000 a. C.
Tartessos

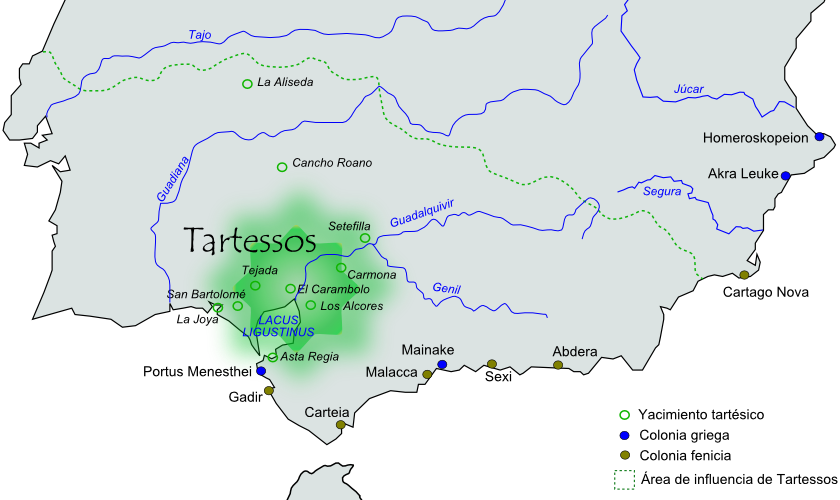
Área aproximada de influencia de Tartessos en la que la actual provincia de Huelva ocupa gran parte del espacio.

Los tartesios fueron indígenas del suroeste peninsular que asimilaron elementos de otras culturas, principalmente de los fenicios y de los griegos, que tuvieron relativa presencia en esas tierras. El contacto con los griegos coincidió con el auge de esta cultura en el siglo VI a. C. y permitió un despegue cultural gracias al comercio de metales procedentes de las minas del norte de este espacio. Tradiciones y mitos movieron a varios aficionados e investigadores, como Adolf Schulten o Jorge Bonsor, a buscar en la zona, entre los ríos Guadiana y Guadalquivir, tesoros que se atribuían a este pueblo. Aunque no se han encontrado restos de importancia que identifiquen claramente ni su territorio ni si tuvo una ciudad rectora, se ha podido constatar arqueológicamente que en estas tierras floreció una avanzada cultura del Bronce Inicial con actividad metalúrgica, agrícola y de pastoreo; y que comerciaba con los orientales, fenicios y griegos, en los albores del Bronce Final.
Parece ser que la llegada de los fenicios y posteriormente del comercio griego, no produjo un progreso generalizado en el pueblo tartesso y su economía siguió basada en la agricultura, la ganadería y la pesca, pues los beneficios del comercio y de la metalurgia quedaban en manos de sectores sociales minoritarios. Yacimientos como el de Tejada la Vieja o la necrópolis del Cabezo de la Joya en la ciudad de Huelva, demuestran la impronta de esta civilización relativamente desconocida.
El reino tartesio cayó en una grave decadencia a lo largo del siglo VI a. C. Los motivos de esta desaparición fueron complejos. La caída de Tyro en manos asirias produjo una liberalización del comercio en el Mediterráneo occidental. Este hecho fue aprovechado por la colonia griega de Massalia que, vía interior por el Ródano, contactó con los ricos yacimientos minerales del norte de Galia. Este hecho supuso la pérdida del poder geoestratégico de Tartessos como intermediario en el comercio, por lo que fue la ruta de la plata fue relegada a un segundo plano. La situación geopolítica en el Mediterráneo cambió con la irrupción de Cartago, que reabrió las antiguas rutas comerciales fenicias. La batalla de Alalia supuso la supremacía cartaginesa frente a la griega y la crisis de la colonia griega de Massilia. Cartago relanzó el comercio de minerales en la región de Tartessos, pero esta vez controlado por la colonia púnica de Gádir (actual Cádiz). El pueblo tartesio perdió totalmente el control del comercio e incluso su independencia con la conquista cartaginesa del sur peninsular. Ya en estos tiempos el pueblo tartesio era llamado con el nombre de turdetano.
Los turdetanos, descendientes históricos de Tartessos y de su misma raíz étnica, vivieron en la práctica totalidad de la actual provincia y fueron considerados por Estrabón como "los más cultos de los íberos". Las ciudades como Onuba e Ilipla tuvieron gran importancia en esta zona.

## Edad Antigua: la Beturia céltica y túrdula
El territorio entró en la órbita romana como consecuencia de la victoria de la República romana sobre Cartago en el marco del conflicto bélico de la II Guerra Púnica. Hacia el 194 a. C. las legiones del cónsul Marco Porcio Catón “el Viejo” conquistaron todo el Valle del Guadalquivir, incluida la zona.
Las fuentes antiguas no abundan en referencias a esta tierra, pero lo que sí está claro es que existía una cierta entidad geográfica, denominada Baeturia, que hacía referencia a los territorios comprendidos entre los dos grandes ríos del sur peninsular: el “Baetis” (Guadalquivir) y el “Annas” (Guadiana). En esta amplia zona geográfica había dos etnias claramente individualizadas:
Por una parte los celtas habitaban la denominada Baeturia Céltica, que comprendía la zona a ambos lados de Sierra Morena, principalmente el valle del río Ardila. Estos pueblos célticos provenían de las zonas del Ebro y Lusitania y ocuparon el vacío demográfico tras la crisis de la metalurgia en Tartessos que arrastró al comercio y al desarrollo económico en general de esta región alejada del Valle del Guadalquivir. Hasta el siglo I d. C. no se produjo una reactivación del sector minero y una verdadera colonización de este amplio sector del Andévalo y Sierra Morena. La ausencia de cerámicas romanas en los poblados prerromanos -El Castañuelo, Posada del Abad (Rosal de la Frontera)-, puesta de manifiesto por la arqueología, indica que esta zona permaneció fuera de los circuitos comerciales del Mediterráneo hasta que Roma volvió a poner en explotación las minas tras la crisis de Tartessos.
La otra etnia era la turdetana (Baeturia Túrdula) heredera de Tartessos, localizada en todo el bajo Guadalquivir, denominándose túrdula en las zonas muy orientalizadas por los contactos comerciales, principalmente con fenicios. Estas poblaciones no decayeron tras la crisis del comercio púnico y cuando Roma hizo su aparición por esta zona se encontró con unos pueblos cuyo gran desarrollo económico y cultural facilitaron su colonización por Roma.

### Romanización

Primera división romana de Hispania, donde puede verse la Hispania Ulterior.

Hispania según la división provincial romana del 27 a. C., donde pueden apreciarse los límites de la Bética.

Hispania en época de Diocleciano.

Una vez más, las fuentes antiguas no hacen referencia expresa al largo proceso de transformación social, económica e ideológica que supuso la colonización romana, a lo que hay que añadir la escasez de material arqueológico dificultando el seguimiento de este proceso.
Existe un claro movimiento en contra de la colonización romana en las zonas mineras de Sierra Morena habitadas por etnia celta, detectado por ejemplo en el poblamiento de las Peñas de Aroche, que fue trasladado al llano de Fuente Seca en la misma vega del río Chanza, para evitar su fortificación y resistencia a Roma. A lo largo del siglo II a. C. es posible que algunos de estos poblados celtas del norte de la provincia de Huelva, tanto por su vecindad y vinculación con los lusitanos como por su cercanía a las ricas tierras agrícolas de la Vega del Guadalquivir, sirvieran de base para las operaciones de saqueo y castigo. Estas incursiones supusieron una importante merma en los ingresos de Roma ya que estas ciudades eran estipendiarias en su gran mayoría, por lo que afectaba directamente a los impuestos recaudados por las oligarquías locales entre la población indígena.

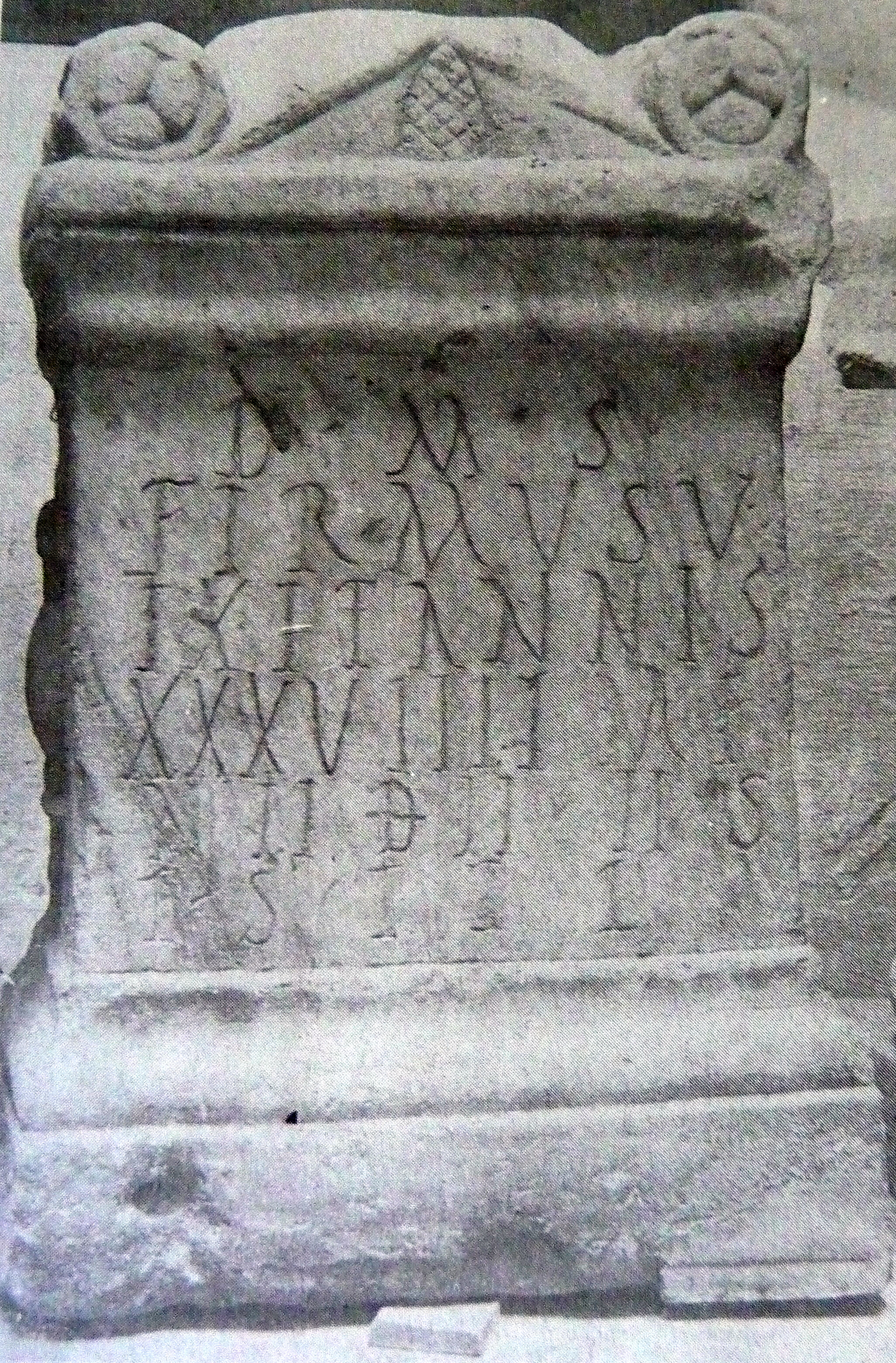
Pedestal de época romana hallado en 1820 en Villarrasa.

De esta forma, la Bateuria Céltica participó de forma activa en las guerras civiles del siglo I a. C. en Hispania. Se tienen evidencias de un acuartelamiento Sertoriano en el yacimiento de San Sixto (Encinasola), donde se hallaron glandes de plomo con la inscripción “Q·SERTORI·PROCOS.”. Finalmente Sertorio fue derrotado y Pompeyo pasó a ser el hombre de Roma en Hispania, donde poseía una amplia clientela. No obstante, rápidamente apareció la figura de Julio César que rivalizó con Pompeyo para hacerse con el control de la República e Hispania una vez más se convirtió en campo de batalla de la guerras civiles de finales de la República Romana. Esta vez la Baeturia Céltica se posicionó en contra de su antiguo enemigo Pompeyo. El apoyo de esta región al bando cesariano le granjeó privilegios municipales a estas poblaciones tradicionalmente rebeldes a Roma y con un bajo nivel de romanización, mucho antes que a los núcleos turdetanos de la campiña y costa de Huelva plenamente integrados en Roma. Entre las poblaciones agraciadas con la dignidad de municipio estaban: Lacinimurga Constantia Iulia (Encinasola), Seria Fama Iulia, Segida Restituta Iulia y Contributa Iulia Ugultiana. Es de notar, que los asentamientos en la zona de Aroche no fueron distinguidos por Julio César.
La pax Augusta trajo un gran período de estabilidad y desarrollo económico para todo el Imperio, en especial para Hispania que se benefició del establecimiento de colonias latinas –muy numerosas en toda la Bética- y la reactivación de los distritos mineros de Sierra Morena, que en tiempos de Tiberio pasaron a ser explotadas por sociedades de publicanos de forma privada.
Según las excavaciones realizadas, existió una importante infraestructura de almacenamiento, militar y administrativa de los sectores mineros, en los que se explotaron cobre, hierro y plata, atrayendo a un gran número de población de otras partes del Imperio, como así lo atestiguan restos epigráficos que hacen alusión al origen de los pobladores: Limici, Bedonienses, Talabrigenses, Emeritenses, Olisiponensis.
La vega del río Chanza fue la elegida para la localización de los nuevos asentamientos romanos de población latina, apareciendo gran cantidad de restos epigráficos ligados a villas particulares de grandes familias instaladas en la zona.
Bajo el principado de Claudio empezaron a surgir las fábricas de salazón existiendo restos arqueológicos abundantes de cerámica (sigilata sudgalica) y vidrios. El esplendor, como en el resto de la Bética, llegó con la dinastía Flavia, en el que se generalizó la concesión del ius latii (derecho romano) y el status municipii (municipio romano), que se prolonga a los años de la dinastía Antonina, en la que la explotación minera alcanza su cenit y aparecen los primeros restos monumentales: torre funeraria de Fuente Seca (Aroche), el Puteal de Trigueros o la estatua de Mercurio, estas dos últimas en el llano.
Durante el siglo III d. C. la crisis se generalizó en todo el Imperio, traduciéndose en la provincia de Huelva en un abandono de la minería en la Sierra mantenién dose únicamente la producción agrícola y ganadera en la zona Llana y en las dehesas, en los que el registro arqueológico ha documentado algunas necrópolis de poblados. En esta zona las invasiones de los mauris tuvieron gran importancia.
Por lo tanto, es la zona llana de base agrícola la que mejor se va a adaptar a los cambios económicos acaecidos en el Bajo Imperio y, de esta forma, será Ilipla (Niebla) la ciudad más importante de la provincia en el tránsito del período tardoromano al visigodo, en el que se convertirá en sede episcopal.

### Poblamiento
La colonización romana supuso una importante transformación en el poblamiento, debido a que la ciudad era la principal unidad y fórmula de recaudación, concentración y distribución de la producción agrícola y minera del medio rural.
Hay que hacer una clara distinción entre la zona de Sierra Morena, vinculada a la minería y la zona llana y costera, enfocada a la producción y transformación agrícola y su distribución por los circuitos comerciales del imperio.
Entre las ciudades del llano destacó la de Ilipla (la actual Niebla). La arqueología ha puesto de relieve importantes niveles de incendio que atestiguan su destrucción durante la II Guerra Púnica, debido a su importante papel durante el período púnico. No obstante, la imporrtancia de la cultura urbana en el mundo tartésico y luego púnico, supuso una importante facilidad para la adecuación de Ilipla al modelo urbano romano y de sus élites municipales a la oligarquía republicana y luego imperial. La emisión de moneda propia con la leyenda ILIPLA y la evidencia de la reactivación comercial de los estuarios del Tinto y el Odiel son prueba del importante papel en la estructura del territorio que tuvo esta civitas.

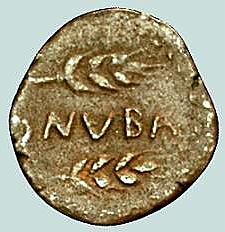
Reverso de moneda en la que se aprecian el nombre de ONVBA y dos espigas de trigo.

Onuba Aestuatria (Huelva), decae tras la crisis de Tartessos y el comercio de metales. Sin embargo a partir del siglo I d. C. es el relanzamiento de la industria pesquera y de salazones, tiene un notable incremento. La arqueología muestra muchas dificultades en demostrar el papel que jugó Onuba en la comercialización de minerales, ya que parece ser que la salida de mineral se realizaba por vía terrestre hasta las rutas fluviales por el Guadalquivir y el Guadiana. El trazado urbano de la ciudad se extendía por las laderas del Cabezo de la Esperanza, dado el numeroso número de restos arqueológicos encontrados en esta zona, entre los que destaca un probable Templo Romano construido con sillares de arenisca (convento de la RR.MM Agustinas) y otros restos como una escalinata de mármol del siglo I d. C. (solares de las calles Palos y Pablo Rada). Onuba también acuñó moneda propia, figurando la leyenda ONVBA ente dos epigas de trigo, hecho que en numismática romana simboliza importancia en la producción cerealística, primando sobre la producción derivada de la activad pesquera
Iptucci (también Tucci y Tusci) era la principal civitas entre la importante ruta que unía Itálica con la desembocadura del Guadiana y a Emérita Augusta. Su origen está en el importante centro metalúrgico y comercial tartésico localizado en Tejada la Vieja, avalado por la presencia de murallas, útiles, viviendas y su trazado urbano. La crisis de Tartessos y la definitiva conquista romana hicieron que su importancia se difuminara létamente.
La conquista de Roma supuso una refundación de la ciudad en una zona llana (Tejada la Nueva), muy próximo al anterior núcleo. Los restos de esta ciudad en la actualidad son importantes, destacando las 16 torres de su muralla y un acueducto que llegaba hasta Itálica, ciudad con la que tenía una importante relación económica, manifestada en la acuñación de moneda propia con la leyenda ITVCI.
Arucci es junto con Turobriga la ciudad más importante de la denominada Baeturia Céltica ubicada en la vía que se dirigía a Pax Iulia (Beja). Su ubicación hay que buscarla entre los numerosos yacimientos arqueológicos del río Chanzas, salvo en la propia Aroche, ya que la arqueología no ha encontrado indicios de ocupación romana y se trataría de una fundación medieval. Sobre la base de la extensión del yacimiento de Fuente Seca, esta podría ser la posible localización, que a pesar de ser de origen tartésico, su planta cuadrada, recinto amurallado, acueducto y necrópolis, indican que su máximo desarrollo iría ligado a la nueva puesta en explotación de las minas en los siglos I y II d. C. Entre sus restos destaca un enterramiento monumental en forma de torre de mediados del siglo II d. C.
Turóbriga es la segunda gran ciudad romana en la Beturia Céltica. Su emplazamiento más probable es el yacimiento del llano de San Mamés. En este yacimiento se ha excavado una importante necrópolis fechadas entre el paso del siglo I al siglo II d. C.. También se ha identificado la posible ubicación de un foro y un recinto amurallado.
Esta configuración urbana, donde los espacios públicos vertebran el asentamiento, hacen pensar que este núcleo tenía claras funciones comerciales y religiosas, intentando atraer la producción de las zonas de alrededor para su distribución y por lo tanto no se trataría de una auténtica civitas romana. Además no se han encontrado elementos prerromanos y los restos y monedas identificadas son fechados en época Antonina, por lo que se trata de una fundación plenamente romana.

### Calzadas romanas

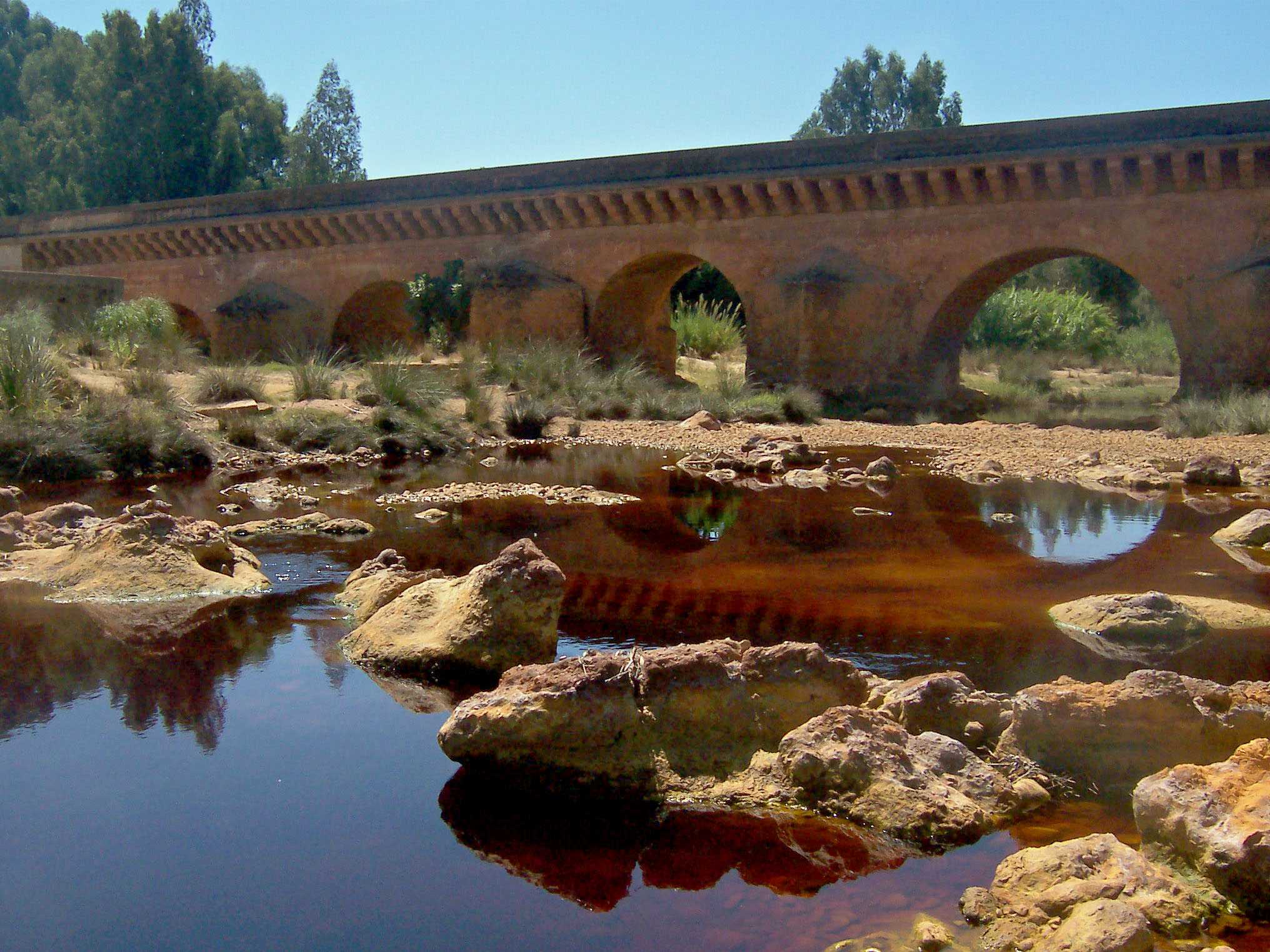
Puente romano de Niebla, sobre el río Tinto.

Las necesidades de la comercialización de las riquezas mineras y agrícolas de la provincia de Huelva indican una túpida red de caminos rurales, sin embargo en la fuentes se han reflejado tres calzadas principales
1. Vía 23 del Itinerario Antonino: trascurría de oeste a este, comunicando la desembocadura del Anas (Guadiana) con Hispalis. En esta calzada destacaron los asentamientos dentro de la provincia de Huelva de Onoba, Ilipa e Iptuci.
2. Desde Esuri (Castromarín -Portugal-) a Pax Iulia (Beja -Portugal-), en la que se encontraba la importante civitas de Arucci.
3. Desde Onoba se dirigía en dirección norte hacia Arucci. Discurría por los núcleos de Iptucci, Ilipla, Onuba y Arucci.

### Economía
Minería
Los romanos explotaron las comarcas mineras más eficientemente que nunca antes, viviendo un periodo de esplendor que ni siquiera hoy disfrutan, ya que la minería provincial ya no es hoy la pujante empresa de antaño. Hasta la Edad Contemporánea —con la explotación extranjera— no se logró igualar esta explotación sistemática de los recursos mineros. Hoy se pueden observar en las actuales minas las escombreras de los deshechos no aprovechables de las actividades romanas, que actualmente son aprovechables gracias a las mejores técnicas de separación de la ganga.
Agricultura
La agricultura tuvo su desarrollo en la zona llana del Condado y en los alrededores de Onuba, donde hubo de haber una intensa explotación del trigo. Asimismo se observan también cultivos de olivo y cereales en las zonas montanas de Arucci, donde se documentan molinos de grano y prensas para la obtención de aceite. La ganadería tiene su espacio en las zonas tradicionales de dehesa, donde destacan la cría del cerdo y del ganado vacuno.
Pesca
La riqueza pesquera del litoral onubense tuvo un importante desarrollo sobre todo entre la desembocadura del Guadiana y el estuario del Tinto-Odiel. Destacaban las factorías de salazones, ante todo en Onuba, donde se centralizaba la producción proveniente de pequeños asentamientos a lo largo de la línea de costa. Destacaba la pesca del atún, que conservado convenientemente se utilizaba para la fabricación del valioso y apreciado garum. No obstante, las fuentes arqueológicas no se ven refrendadas por las literarias, centradas en las factorías del litoral gaditano.

## De la Edad Media al final del Antiguo Régimen

### Época visigótica
Hundido el poder imperial romano, los visigodos, antiguos federados de Roma, avanzaron sobre la región, provocando un vacío de poder que los hispanorromanos intentaron evitar poniéndose en manos de Bizancio, en la llamada provincia de Spania. Esto provocó luchas que se alargaron durante todo el siglo VI. De época visigoda son muy escasas las fuentes de estudio, creyéndose que la región era relativamente poco importante en el contexto del sur de la península. Es probable que se siguiesen explotando las minas, aunque en menor medida. 
Del periodo visigodo proceden los primeros datos continuados sobre la cristianización de la zona, con la diócesis de Elepla (Niebla), cuya primera noticia data de 466. La lápida de la niña Domigratia de Almonte es del año 495. Se han encontrado otras inscripciones de aquella época en lugares tan separados como Almonaster la Real, Corteconcepción e Hinojales, un vasto territorio en el que se percibe que la labor de evangelización fue temprana e intensa. La necrópolis de la barriada de la Orden de Huelva, excavada por Mariano del Amo en la década de los años 1970, además de restos más antiguos, también contiene restos de época visigoda. El resultado de las excavaciones fue publicado en la revista Huelva Arqueológica.

### Al-Ándalus

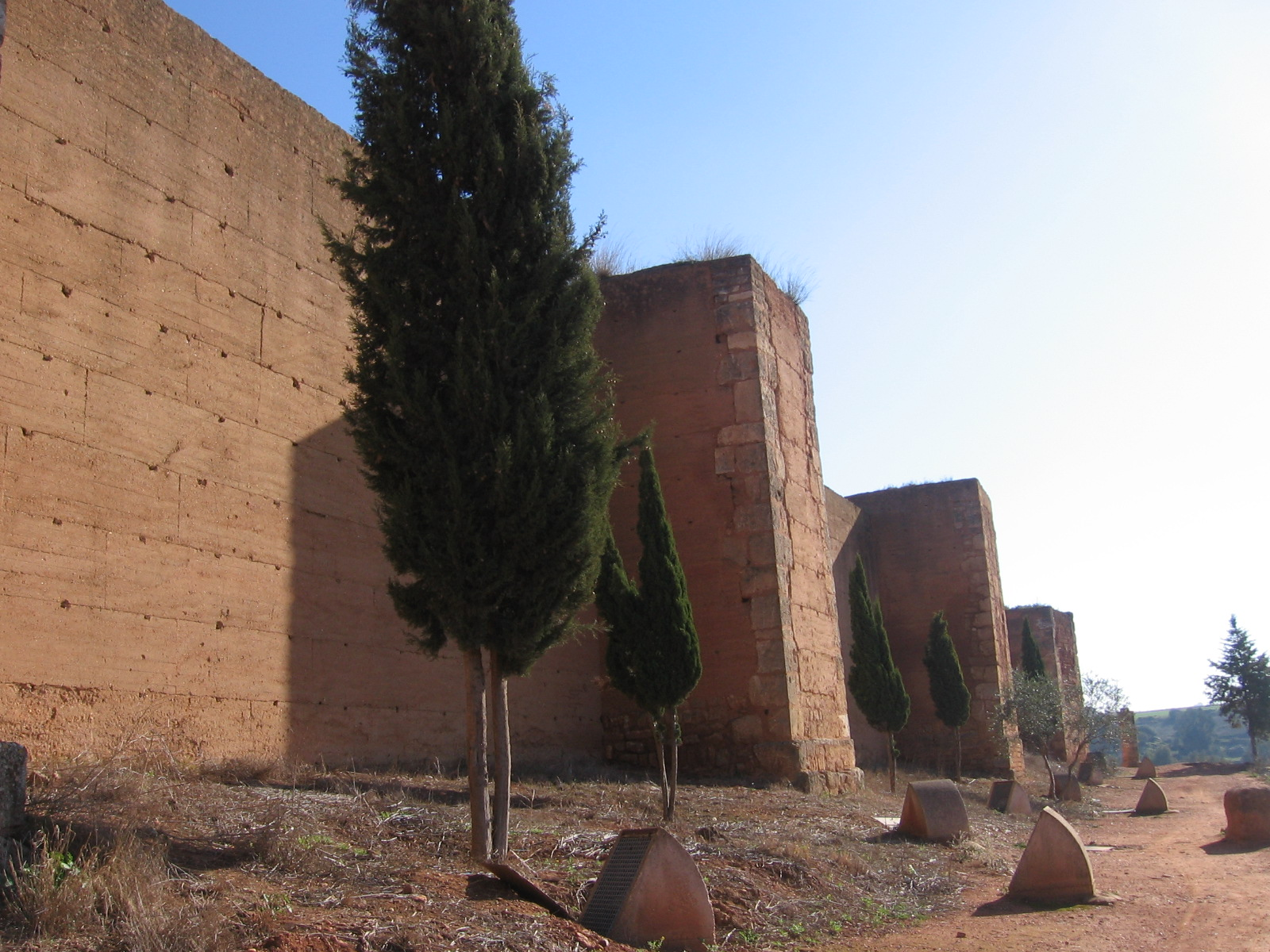
Murallas de la ciudad de Niebla, la mayor urbe de esa época en la comarca.

Situación de la península hacia el.

Al igual que en el resto de la península, los pobladores ofrecieron poca resistencia a la llegada de las primeras tropas procedentes de África. En el año 713 Niebla fue ocupada por los musulmanes, convirtiéndose en una de sus kuras o coras, jurisdicciones administrativas similares a las provincias. 
Durante la época del emirato y del califato de Córdoba, los territorios de la provincia de Huelva estuvieron integrados total o parcialmente en las coras de Huelva, Niebla, Mértola, Badajoz y Sevilla. Con la caída del poder centralizado del califato, en 1031, estas provincias se convirtieron en Reinos de Taifas. La taifa de Huelva y la taifa de Niebla, junto con las otras nombradas, fueron absorbidas progresivamente por la taifa de Sevilla.
Posteriormente el territorio de la provincia fue sometido por los almorávides, con capital en Granada, desintegrado posteriormente en los segundos taifas, sometido al poder almohade con capital en Sevilla y, finalmente, antes de su conquista por los castellanos, volvió a formarse una taifa en torno a 
Niebla bajo Ibn Mahfot, extendiendo sus dominios a gran parte del Algarve portugués.

### Reconquista cristiana
Las primeras incursiones de los reinos cristianos en la actual provincia de Huelva, se producen con la conquista del norte del territorio (sierra de Aracena) por parte de Alfonso IX, monarca del Reino de León. Esa es la razón por la que en esa zona todavía pervivan palabras de la antigua lengua leonesa.
Con el fin de continuar la reconquista, en el siglo XIII, después de la toma por Alfonso X el Sabio en 1262 de las ciudades de Niebla y Huelva, la actual provincia cobró importancia como territorio fronterizo con Portugal, sirviendo de freno a la política expansionista de este país y denominándose Banda Gallega a gran parte de esa frontera. Las numerosas fortificaciones construidas a modo de defensa evidencian la importancia estratégica de Huelva.
Un factor fundamental para la repoblación de la tierra reconquistada fue la feudalización de gran parte del territorio. En 1369 Enrique II de Castilla otorgó a Juan Alfonso Pérez de Guzmán, IV Señor de Sanlúcar, el Condado de Niebla por su fidelidad en la primera guerra civil castellana, el primer condado con jurisdicción territorial que se otorgó a un noble ajeno a la familia real. Asimismo, las villas de Huelva, Gibraleón, Palos de la Frontera, Moguer y Ayamonte también pasaron a manos de diversas casas nobiliarias. Las poblaciones del estuario del Tinto y el Odiel y una serie de bases científicas y técnicas desarrolladas en los últimos años del siglo XIV hicieron a esta provincia testigo y agente de un hecho trascendental para la historia de la humanidad: la llegada española a América.

### Descubrimiento de América y Lugares colombinos
A finales del siglo XV se desarrolló la vocación marinera de sus gentes, sobre todo en Palos de la Frontera y en Moguer. En esta zona de la costa onubense se venía desarrollando una de las mayores actividades marítimas de la península, tanto pesqueras como mercantiles o militares. Los marinos de la costa onubense eran requeridos para diversas acciones. En la guerra peninsular entre el reino de Castilla y Portugal, las principales expediciones navales castellanas requirieron siempre la presencia de marinos, en su mayoría de Palos de la Frontera, pero también de Moguer o Huelva, expertos en las navegaciones atlánticas. Estos marinos habían establecido unas prósperas relaciones comerciales con la Europa mediterránea y noratlántica, basándose en la pesca y otros productos que obtenían en la zona de Guinea, por ello, gracias a sus actividades y logros en el Atlántico, lograron fama internacional:

...porque sólo los de Palos conocían de antiguo el mar de Guinea, como acostumbrados [estaban] desde el principio de la guerra a combatir con los portugueses y a quitarles los esclavos adquiridos a cambio de viles mercancías.
Alfonso de Palencia, Crónica de Enrique IV. Década III.

La marinería onubense necesitaba nuevos espacios al tener vetada África, a la que se realizaban expediciones ilegales, es por ello que la elección de este destino por parte de Colón para sus intenciones no resulte azarosa ni casual.
Hombres como Martín Alonso Pinzón, sus hermanos, Garcí Fernández, fray Juan Pérez o los hermanos Niño, resultaron claves en la empresa descubridora de 1492, ya que, gracias a su determinación y dotes náuticas, se consiguió llevar a término una empresa que a priori parecía ser de resultados inciertos y de muy difícil realización en aquella época.
Cuando Colón llegó por primera vez a Palos de la Frontera en 1485, lo hizo al monasterio franciscano de La Rábida, donde encontró refugio y hospitalidad. Enseguida fray Juan Pérez y fray Antonio de Marchena se entusiasmaron con el proyecto del genovés. Colón encontró ayuda necesaria para abrir las puertas a su proyecto, tanto en la corona como entre los hombres de la región del Tinto y el Odiel. Martín Alonso Pinzón resultó ser el gran valedor de Colón entre la marinería de la zona, ya que hasta que él no decidió formar parte de la empresa no se consiguió enrolar a los hombres necesarios para el primer viaje colombino.
Finalmente, con una tripulación de unos noventa hombres, el 3 de agosto de 1492 partió del puerto de Palos de la Frontera la primera expedición colombina, que llevó a decenas de marinos de la provincia onubense a tierras americanas y realizó el Descubrimiento de América. Estos acontecimientos dieron fin a la Edad Media e introdujeron a España en la Edad Moderna.
En los siguientes viajes de Colón participaron nuevamente marineros de esta provincia y, aunque ya el almirante partió siempre desde puertos gaditanos, hombres de esta tierra volvieron a participar en otros viajes destacados de descubrimiento y exploración en las tierras del Nuevo Mundo. Marinos como Vicente Yáñez Pinzón, Pedro Alonso Niño, Juan Bermúdez, o Bartolomé Ruiz entre otros, resultaron protagonistas de los denominados viajes menores o andaluces, u otros viajes, entre los destaca el descubrimiento del Brasil por parte de Vicente Yáñez Pinzón.
Juan Rodríguez Mafra participó como piloto -junto a otro onubense, Antonio Hernández Colmenero- de la Nao San Antonio en el viaje de la primera vuelta al mundo comandada inicialmente por Magallanes y que concluiría Juan Sebastián Elcano.
La presencia humana engloba casi toda la costa, así de Cartaya aparecen nombres como Talafar, Vizcaíno y Alonso Rodríguez en el primer viaje colombino, como que en la Segunda expedición colombina, donde marcharon también en la carabela La Niña el marinero cartayero Rodrigo Calafar, en la carabela San Juan Alonso Rodríguez y en la carabela Cardera Juan Vizcaíno mientras de la villa de Huelva destacaron hombres como Alonso Pérez Nizardo que descubrió la Isla Trinidad (actual Trinidad y Tobago) Fernán Hernández y Antonio García Ribas fueron tripulantes de la Armada de Ovando Juan Álvarez "El manquillo de Huelva" participó en la Conquista de México pilotando un barco con Antón de Alaminos y Esteban Rodríguez tuvo el rango de piloto mayor en la Armada de Legazpi.
Además, entre los evangelizadores de los nuevos pueblos descubiertos de América también hubo onubenses como fray Juan Izquierdo, fray Andrés de Moguer, fray Juan de Palos o fray Antonio de Olivares.

### Evolución de los señoríos onubenses

Señorío y realengo en el Reino de Sevilla según las Respuestas Generales del Catastro de Ensenada. El mapa incluye la actual provincia de Huelva.

Tras la reconquista de la actual provincia de Huelva, la división político-nobiliaria se hace en realengos, que no siempre mantuvieron su condición, en su parte norte y en señoríos que terminaron ganando importancia más adelante en su parte sur. La zona norte fue conquistada por los portugueses, mientras que el Reino de Niebla en 1262, en tiempos de Alfonso X, pasó a manos castellanas. De su antiguo reino se formó un poderoso concejo que ejerció sobre sus aldeas un importante control. Comenzaron desde ese momento dos procesos en el Campo de Andévalo, uno repoblador y otro de señorialización. Este último se llevó a cabo entre 1266 y 1369.
El régimen señorial en la Sierra
En torno a la primera mitad del siglo XIII, las poblaciones más occidentales de Sierra Morena fueron reconquistadas por las incursiones de órdenes militares portuguesas, durante el reinado de don Sancho II de Portugal, sin culminar con la repoblación. Se construyeron desde el primer momento fortificaciones a lo largo de toda la frontera con Portugal debido a las continuas escaramuzas y se pobló con asturleoneses y gallegos. Esta línea se basó en la existencia de una serie de fortificaciones intercomunicadas visualmente mediante señales con antorchas. Sancho IV el Bravo, a petición de las autoridades hispalenses, concedió el privilegio a varios pueblos de la sierra para la construcción de fortalezas, que resguardaron y frenaron los continuos ataques del país vecino. Se construyeron el Castillo de Santa Olalla, junto con el de Cumbres Mayores, Fregenal de la Sierra y se reconstruyó el de Aroche.

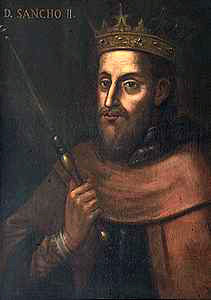
Sancho II de Portugal.

En 1279, durante el reinado de Alfonso X, Almonaster la Real junto con Zalamea la Real fueron donadas a la mitra arzobispal de Sevilla a cambio de La Puebla de Cazalla, merced confirmada por Sancho IV en 1286. Habría que pensar que fue por motivos de "unión geográfica y la vocación populacionista" la causa de este trueque, al ser Almonaster y Zalamea extremos pero no fronterizos con Portugal. A finales del siglo XIII el rey Sancho IV comenzó la repoblación de esta zona con astur-leoneses y gallegos como fue el caso de Los Marines, que hasta mediados del siglo XVII, fue tierra de realengo del Concejo de Aracena en el reino de Sevilla. Hacia 1640, pasó a jurisdicción señorial tras la donación hecha por Felipe IV al Conde duque de Olivares, don Gaspar de Guzmán, para pagar los servicios prestados en la batalla de Fuenterrabía. Después de la muerte del conde duque en 1645, el Señorío pasa al conde de Altamira y marqués de Astorga, que se intitula Príncipe de Aracena hasta 1812. Aracena continuó, durante la Baja Edad Media y Edad Moderna, como Real Priorato durante el siglo XIV y como Señorío bajo la jurisdicción del Conde duque de Olivares en el siglo XVII, y más tarde del conde de Altamira, quien se intitula, como se ha indicado previamente, Príncipe de Aracena.
En 1333, el Concejo de Sevilla pretendió crear cerca de la villa de Los Marines, otra denominada Valencia, segregando para ello una parte del término e impidiendo la entrada en el mismo a los vecinos de Almonaster que no quisiesen poblar el nuevo lugar, lo cual motivó el despoblamiento de ésta. Sin embargo, el proyecto no llegó a consolidarse y la nueva población desapareció. A finales del siglo XVI Felipe II, para paliar su bancarrota económica, pide autorización para enajenar bienes patrimoniales de la Iglesia. Así, en 1579, el papa Gregorio XIII le concede una bula por la que las villas de Almonaster, Zalamea y otras se incorporan a la Corona. Felipe II cedió sus derechos sobre la villa a Nicolás de Grinaldo, príncipe de Salerno, por unas deudas contraídas con la Corona, que a su vez intentó vender su jurisdicción al marqués de la Algaba, pero los vecinos interceden ante el rey para que la villa permaneciese de realengo, sufragando sus habitantes lo solicitado por éste. El 10 de mayo de 1583, Almonaster quedó de realengo, formando parte del antiguo Reino de Sevilla y añadiendo la Real a su topónimo. Entre los siglos XVII y XVIII la actividad de la población se basa en la agricultura, ganadería y en tareas forestales, como la producción de carbón y ciscos vegetales. El crecimiento demográfico producido a partir del siglo XVIII, obliga a sus vecinos a roturar nuevas tierras de labor en un término con escasos terrenos fértiles para ello, por lo que entran en numerosos litigios y conflictos de deslindes con las poblaciones colindantes. A mediados del siglo XVIII, Almonaster vuelve a perder su jurisdicción y también los propios, y pasa a ser villa de señorío, perteneciendo a don Gregorio del Valle Clavijo, conde de Villa Santa Ana. Vuelve a recobrar su jurisdicción en 1792, tras un largo pleito con el citado conde y haber depositado 22 000 ducados en las arcas de la Corona.
Marquesado de Gibraleón
En 1306 don Alfonso de la Cerda, nieto del rey Alfonso X «el Sabio», recibió el señorío de Gibraleón como parte de las compensaciones establecidas por renunciar a sus derechos al trono. Surgía así uno de los señoríos más antiguos e importantes del territorio onubense, objeto de disputas y ambiciones nobiliarias. Su nieta María de la Cerda, contrajo nupcias con Pedro Núñez de Guzmán, señor de Brizuela y Manzanedo. Su tataranieta, Isabel Núñez de Guzmán, señora de Gibraleón, contrajo matrimonio con Pedro de Zúñiga, I Conde de Ledesma, matrimonio del que nació Álvaro de Zúñiga, I duque de Béjar, cuyo hijo Pedro de Zúñiga y Manrique, por casamiento con la IV Señora de Ayamonte, tuvo a Álvaro de Zúñiga y Guzmán, a quien Carlos I concedió en 1526 el Marquesado de Gibraleón, hermano del I marqués de Ayamonte. Éste murió sin descendencia legítima por lo que el Marquesado de Gibraleón pasó a su sobrina Teresa de Zúñiga Guzmán y Manrique, III Duquesa de Béjar, quien reunió en su persona ambos marquesados, para luego separarlos de nuevo concediéndolos a dos de hijos. Posteriormente, al morir sin sucesión el XIII marqués de Ayamonte, el título recaería en la casa de Arcos, que por matrimonio pasaría a la casa de Osuna. Con la extinción de esta última, el marquesado pasó a la XVI duquesa de Béjar, bisnieta del IX duque de Osuna, casada con Luis Manuel Roca de Togores, I Marqués de Asprillas, en cuyos descendientes perdura el marquesado.
El carácter fronterizo de las tierras del marquesado, el tránsito de personas y mercancías por el Camino de la Raya y las tensiones con los señoríos vecinos explican en buena medida la existencia de un interesantísimo conjunto de fortificaciones medievales. Algunas de ellas aprovechan emplazamientos existentes en época islámica; aunque son mayoría las que se construyen por iniciativa de los distintos señores entre los siglos XIV y XV. A ello hay que añadir, en los siglos siguientes, la construcción de las torres de almenara en la costa y las reformas sufridas por los antiguos castillos a raíz de las guerras con Portugal.
Al marquesado pertenecieron además de Gibraleón, Cartaya, San Bartolomé de la Torre, Villanueva de los Castillejos, El Almendro, Sanlúcar de Guadiana, El Granado y lo que entonces era Aldea de Trigueros.
Gibraleón tomó parte activa en el descubrimiento de América contribuyendo con hombres y dinero.
Marquesado de Ayamonte

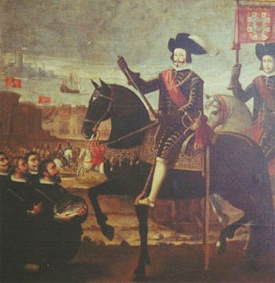
Gaspar Pérez de Guzmán y Sandoval, IX duque de Medina Sidonia, responsable de la caída del VI marqués de Ayamonte.

A finales del siglo XIII Alonso Pérez de Guzmán, conocido como «Guzmán el Bueno», fundador de la Casa de Medina Sidonia, compró Ayamonte juntamente con Lepe y La Redondela (en conjunto con una compra de olivares por todo el Aljarafe). Dentro del mismo linaje, el señorío de Ayamonte fue ostentado por primera vez por Guzmán el Bueno. Con Teresa de Guzmán, hija del I duque de Medina Sidonia y VII Señora de Ayamonte, el señorío pasó definitivamente a una rama menor de la Casa de Medina Sidonia, conocida con el tiempo como Casa de Ayamonte. Su esposo, Pedro de Zúñiga y Manrique, hijo del I Duque de Béjar, recibió el título de conde de Ayamonte en 1485 de manos de la reina Isabel I de Castilla. En 1521 Carlos I elevó el condado a la dignidad de marquesado.
En el año 1641, Francisco Manuel Silvestre de Guzmán y Zúñiga, V marqués de Ayamonte, y tras interceptar una carta entre el ducado de Medina Sidonia y el marquesado de Ayamonte junto con informes provenientes del recientemente independizado reino de Portugal, alertando de la inminencia del levantamiento andaluz, confirman las sospechas de Madrid sobre las intenciones de secesión de Andalucía surgidas tras la pasividad del duque de Medina Sidonia en la defensa de la frontera con Portugal. Al descubrirse el plan, el duque de Medina Sidonia, Gaspar Pérez de Guzmán y Sandoval, traicionó a su primo pactando con el rey Felipe IV y acusando a éste de traición, lo cual conduce al marqués de Ayamonte a un procedimiento judicial y a la decapitación en el alcázar de Segovia en el año 1648.
Por la misma época en el marquesado y tras los incidentes para abolir la secesión, la actividad económica pesquera no de subsistencia entra con fuerza ya en los albores del siglo XVIII, de mano de mercaderes levantinos que venían a las costas occidentales de la provincia para, por medio de la salazón, transportar grandes cantidades de pescado (principalmente la sardina) a sus puertos de origen evitando el deterioro del alimento. Estos comerciantes acabaron asentándose y añadiendo riqueza a la región con su trabajo, fundamentalmente tras el terremoto de Lisboa en 1755, que originó grandes estragos en toda la costa, incluido el desplome de la torre almenara de la Higuera, en Matalascañas.
Tras el terremoto, la provincia contó con nuevas tierras o, al menos, con un contorno de costa diferente. Surgen los núcleos de Punta del Caimán, La Higuerita (Isla Cristina), Punta del Moral y otros, desperdigados entre lo que hoy es la playa Central de Isla Cristina y las proximidades de Urbasur.
Disputas por estos nuevos territorios nacidos como consecuencia del terremoto de Lisboa de 1755, tras el cual nace Isla Cristina (La Higuerita o Real Isla de La Higuerita en el siglo XVIII y principios del XIX) en esta costa occidental hacen necesaria la intervención de la Marina, ya que la corona tiene plena potestad sobre las islas del reino y no están sujetas a derechos de señoríos.
Ya en el siglo XIX y como consecuencia de la llegada de los franceses a España a principios de siglo, se crea en Sevilla la Junta Suprema Nacional, debido al desconcierto que reinaba entonces. A medida que los franceses avanzan, esta Junta sale de Sevilla y se establece en Ayamonte, denominándose Junta Suprema de Sevilla en Ayamonte. Aún hoy se conserva en la barriada de Canela en Ayamonte un vestigio arquitectónico, la ermita de Nuestra Señora del Carmen, donde se estableció la Junta y donde se imprimió la Gaceta de Ayamonte, boletín oficial del gobierno en el exilio que más tarde, al trasladarse la Junta a Madrid debido a la derrota de los franceses, se denominaría la Gaceta de Madrid.
Debido a la desmembración del marquesado de Ayamonte tras la nueva ordenación territorial de España, al ser abolidos los señoríos jurisdiccionales, se forman los municipios de Ayamonte, Lepe, La Redondela, San Silvestre de Guzmán (establecido gracias a una Carta Puebla de 1595) y Villablanca. Asimismo se creó un nuevo municipio, el de la Real Isla de la Higuerita en 1833 quedando con su nombre actual al año siguiente y absorbiendo al municipio de La Redondela en 1877.
En la actualidad, el título de marqués de Ayamonte, junto con el de «Grandeza de España», lo ostenta Pilar-Paloma de Casanova y Barón (hija de  Baltasar de Casanova y de Ferrer, y de María Dolores Barón y Osorio de Moscoso, duques de Maqueda, marqueses de Montemayor, y del Águila, barones de Liñola, condes de Valhermoso y Monteagudo de Mendoza), casada con Francisco José López de Becerra de Solé y Martín de Vargas. Pilar-Paloma de Casanova y Barón ostenta los títulos de XXI marquesa de Ayamonte, XXVI condesa de Cabra, marquesa de la Villa de San Román, «grande de España», entre otros.
Condado de Niebla
El último de los reyes islámicos de la historia de Niebla sería Ibn-Mahfoh, quien para evitar su conquista prestó vasallaje a Fernando III el Santo. Alfonso X la reconquistó definitivamente en 1262, recibiendo el mismo fuero que Sevilla. El asedio no fue fácil ni para los sitiadores ni para los moradores islámicos ya que, por la importancia de las defensas de la ciudad, éste duró nueve meses y medio, teniendo que rendirse la población por hambre. Las crónicas del momento cuentan que desde las murallas arrojaban piedras y dardos con artificios y tiros de trueno con fuego, lo cual ha sido puesto en relación con el primer uso de la pólvora en España. También, en la toma de la ciudad, apareció una invasión de moscas que, al cebarse especialmente en los sitiadores, estuvo a punto de hacerles levantar el sitio. Además, cuentan que Ibn-Mahfoh, para demostrar que el sitio era inútil por hambre, trató de engañar al ejército cristiano enviándoles un buey cebado, tal vez el último que quedaba intramuros. Por ello, la puerta más occidental, por donde debió salir el animal, se le denomina «del buey».
En 1369, después de otros intentos fallidos, el rey Enrique II entregó la ciudad al desde entonces, conde de Niebla Juan Alonso Pérez de Guzmán, finalizando el periodo en que ésta había sido regida como concejo y disfrutó de nuevo fuero real. Esto conlleva la confirmación de todos los cargos y oficios del concejo rubiato y un fuerte control fiscal sobre sus vecinos. Casi un siglo después (en 1445), el conde de Niebla recibe una nueva distinción convirtiéndose en duque de Medina Sidonia.
En el siglo XV, el IV conde de Niebla inició una política de reconstrucción de la ciudad muy activa, en la que se ordenó incluir elementos visibles en las iglesias de San Martín y Santa María y, especialmente, la obra del alcázar, derribando para ello la mayor parte de los restos todavía existentes de la alcazaba islámica anterior. El terremoto de Lisboa de 1755 afectó seriamente al patrimonio arquitectónico de esta ciudad.
Durante el siglo XVI el campo de Andévalo dedicaba buena parte de su espacio a la ganadería, especialmente al belloteo. En el padrón de 1534 se estima la población de todos los señoríos de los duques de Medina Sidonia en 9.686 vecinos, unas 50.000 personas. Niebla contaba con 403 vecinos (unos 2.015 habitantes).
En 1508 tuvo lugar el Saqueo de Niebla por parte de las tropas y mercenarios del rey Fernando el Católico. En ese momento histórico gran parte de la zona pertenecían al niño Enrique de Guzmán, duque de Medina Sidonia. Tutelado éste por don Pedro Girón diferentes razones políticas hicieron que el rey reclamase a los alcaides del ducado la entrega inmediata de los castillos a la corona. Todos los alcaides obedecieron a excepción del de Niebla, don Rodrígo Mexia que mantuvo obediencia al duque. Fernando el Católico ordenó el asalto de la ciudad a cargo de más de mil quinientos hombres formados por las tropas del Alférez Mercado y por grupos de mercenarios europeos. El asalto nunca se llevó a cabo porque Pedro Girón capituló, pero el saqueo al que las tropas sometieron luego Niebla fue terrible dando muerte a gran parte de la población.

### Historia Moderna
Este periodo, que comprende los poco más de 300 años que van desde el descubrimiento de América hasta la invasión napoleónica, tiene como principal característica el desarrollo de un conjunto de ciudades medias gracias a una mejora de la economía regional como consecuencia de las relaciones con el Nuevo Mundo. En este sentido, Palos de la Frontera, Moguer y Lepe fueron los núcleos de los que principalmente salieron indianos, algunos de los cuales regresaban y generaban toda una actividad económica a su alrededor: construcción de casas-palacio (Casa Grande de Ayamonte, hacia 1660), desarrollo industrial (molino de mareas de Isla Cristina, siglo XVIII), etc.
Se incluye en este periodo un nuevo incentivo económico para la provincia, con el inicio de exportaciones a grandes distancias, como la de productos pesqueros a la zona de levante, hasta Barcelona, a veces incluso hasta el sur de Francia, desde las colonias pesqueras junto a la ría Carreras (aunque en principio generaban pocas ventajas económicas en la zona, a la larga se convirtieron en focos de riqueza regional), o productos agropecuarios, como la exportación de higos desde la villa de La Redondela, a través de Lepe, hasta Londres, según fuentes británicas. Sin embargo, el litoral aún es una zona expuesta en el siglo XVI, en el que el propio Carlos I, para contribuir a su defensa, había restaurado las atalayas defensivas de la antigua al-Ándalus en la zona, (Torre Canela en Ayamonte, Torre del Catalán en Lepe o la de Matalascañas, derribada por el terremoto de 1755).

## Edad Contemporánea

### Guerra de Independencia

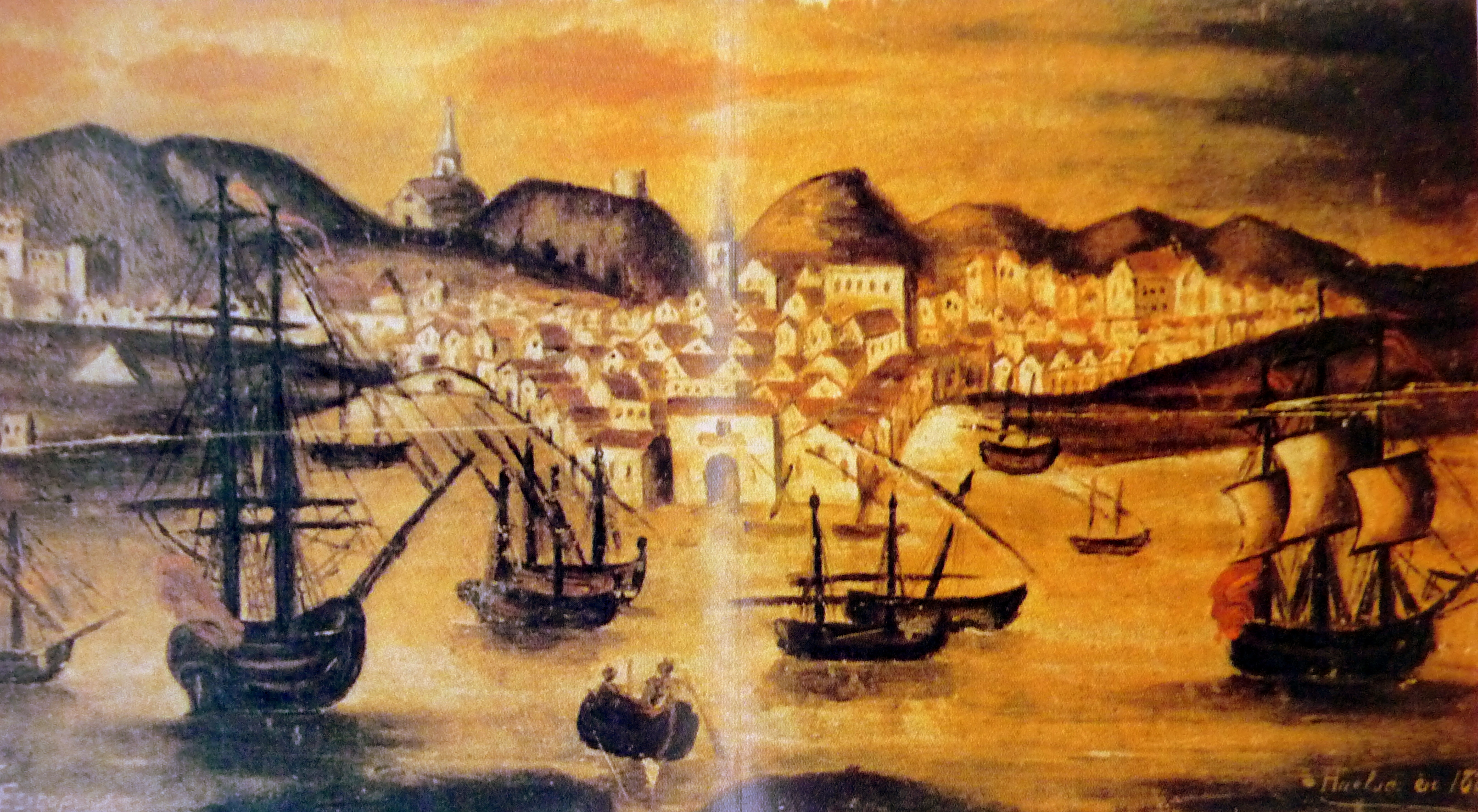
El Puerto de Huelva hacia el en un grabado de autor desconocido. La ciudad de Huelva aprovisionó de cereales a ciudades sitiadas como Cádiz durante la contienda.

La Guerra de la Independencia supuso un importante momento en la provincia ya que la costa se convirtió en elemento esencial en muchos aspectos. En 1810 Andalucía fue invadida por lo que la Junta Suprema de Sevilla debió trasladarse a Ayamonte. El conflicto fue permanente en la zona, sobre todo por las numerosas escaramuzas del ejército español a cargo de las tropas de militares como Francisco Copons y Navia, Francisco Ballesteros, Luis Lacy o José de Zayas. El Puerto de Huelva permitió además abastecer la ciudad de Cádiz durante el asedio y el desembarco de tropas. Ese mismo año los puertos de Huelva y de Moguer fueron atacados por el duque de Aremberg en un episodio que supuso numerosas bajas y la captura de un convoy de abastecimiento a Cádiz, ataque al que se le sumó otro más, en el mes de octubre, al pequeño destacamento español en Huelva.
Cuando en 1814 Fernando VII regresó a España las ciudades y pueblos de la provincia habían pagado un amplio precio de muertes y hambruna. Pese a ello la recuperación poblacional fue lo suficientemente rápida sobre todo en la zona de costa.

### Nacimiento de la provincia de Huelva

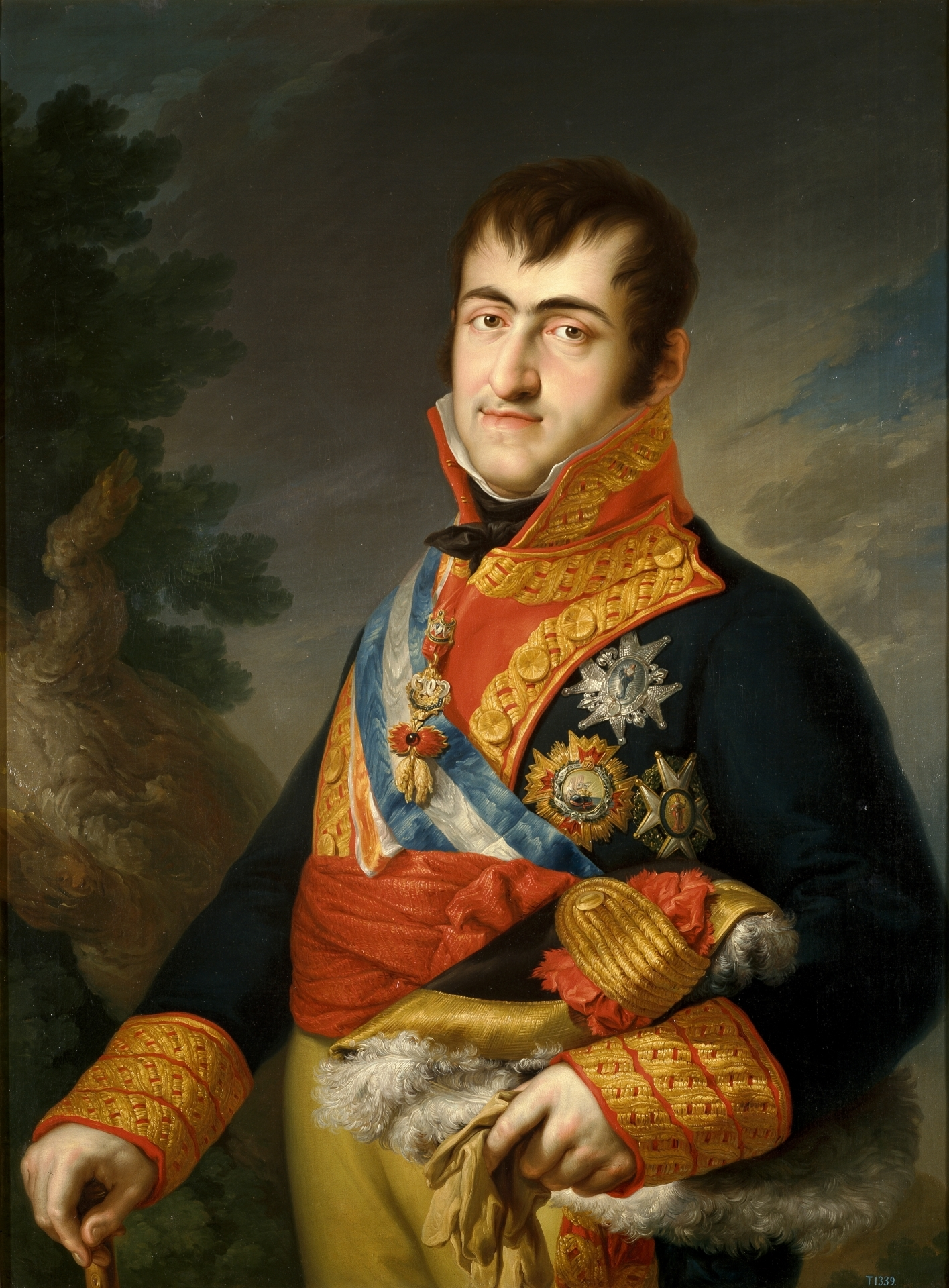
El rey Fernando VII.

El proceso provincialista desencadenado en España a finales del siglo XVIII y principios del XIX, tuvo sus repercusiones en la actual provincia de Huelva, hasta entonces territorio perteneciente al Reino de Sevilla. La finalidad de las reformas ilustradas era un mejor gobierno del estado español y para esto era necesario la existencia de un equilibrio entre las diversas provincias del reino. El equilibrio debería ser tanto en extensión superficial como en número de habitantes, siempre manteniendo una lógica geográfica y respetando la tradición histórica.
Uno de los territorios que claramente producía un desequilibrio en ambos aspectos era el denominado Reino de Sevilla, con una superficie y población muy superior a la mayoría de las provincias. La acción común del estado fue la de disgregar estos antiguos reinos y convertirlos en provincias más pequeñas y por lo tanto manejables por el gobierno central.
El primer proceso de disgregación se plasmó mediante el Real Decreto del 25 de septiembre de 1799, bajo el reinado de Carlos IV, por el que se crearon seis nuevas provincias marítimas entre las que se encontraba la de Cádiz, también integrada dentro del antiguo Reino de Sevilla. Por su parte, Huelva se vio afectada por esta creación de la provincia marítima de Sanlúcar de Barrameda, que incorporaba en sus territorios todo el litoral de la actual provincia onubense.
La provincia gaditana se afianzó, pero no ocurrió lo mismo con la sanluqueña. Entre las causas de su fracaso (quedaría abolida en 1808) está la relativa poca población de su capital y la escasa cohesión interna de su territorio, además de la rivalidad surgida con Cádiz y la oposición de Sevilla.
Descartada la creación de una provincia marítima en la costa sur del reino de Sevilla durante la reforma de 1813, una vez más se posaron los ojos sobre el extenso territorio del reino sevillano. Sin embargo, en esta ocasión las nuevas fronteras se dibujaron en la parte oriental del reino y se pensó en la creación de un nuevo partido o gobernación en Écija, dependiente de Sevilla.
La propuesta no llegó a buen término debido a la llegada del sexenio absolutista de Fernando VII, durante el que se paralizaron las reformas liberales. Las reformas encaminadas durante el trienio liberal gozaron de un nuevo y decisivo impulso con la comisión creada por el gobierno en 1821, el cual planteó de nuevo la cuestión de la creación de una provincia occidental en el Reino de Sevilla, siendo Valverde del Camino su capital, atendiendo a su centralidad.

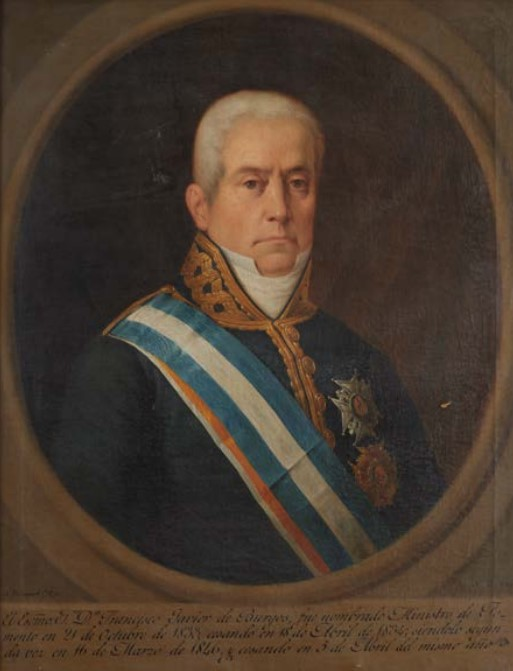
Javier de Burgos en un grabado del.

En general la idea fue bien acogida, salvo por la capitalidad. La no existencia de una ciudad con un mayor peso poblacional e histórico en la región, provocó una disputa por la capitalidad de la nueva provincia occidental. Ante la polémica surgida, la comisión pidió consejo a los diputados sevillanos, que desaconsejaron la capitalidad de Valverde y entre las opciones de Huelva y Moguer, se decantaron por la segunda.
No obstante, la comisión hizo caso omiso y se decantó por la capitalidad de Huelva. En el debate surgido en la sesión de Cortes para la toma de la decisión, sin duda tuvo mucho peso la opinión arrojada por el coronel Ramón Sánchez Salvador, que basó su defensa de la ciudad onubense en la disponibilidad de alojamientos en esta ciudad, su capacidad de atracción como centro de comercio y el embarque de producciones del interior, así como en su salubridad. En 2008 se organizaron en la ciudad los actos de celebración con motivo del 175 aniversario de la capitalidad.
El deslinde entre la nueva provincia de Huelva y la de Sevilla se realizó sin problemas. La inclusión en Sevilla del Rocío, según la descripción de Bauzá-Larramendi, fue meramente anecdótica, ya que la ley garantizaba el respeto a las fronteras municipales. Así, tras el estudio encargado a la Audiencia de Sevilla en 1829, el error fue corregido.
Los límites con Extremadura fueron más conflictivos. En la provincialización de Cortes de 1822, se incluyeron en Badajoz las poblaciones de Fregenal y Bodonal de la Sierra, en tanto que localidades históricamente extremeñas como Calera de León o Fuentes de León fueron agregadas a Huelva, así como Azuaga o Puebla del Maestre de Sevilla.
Los estudios encargados a las Audiencias de Sevilla y Extremadura volvieron a cambiar la configuración, siendo esta vez más favorable a los extremeños: Higuera la Real fue unida a Badajoz y el sector pacense anexionado a Andalucía se limitó a las localidades de Arroyomolinos de León, Cañaveral de León y Guadalcanal (incorporada a Sevilla). La anexión de Fregenal de la Sierra a Extremadura suscitó la protesta de diversos pueblos del norte de Huelva, y por ello el plan ultimado por Fermín Caballero en 1842 contemplaba su retorno a Andalucía, si bien, nunca se llevó a cabo.
En base al proyecto de 1822, en 1833 el ministro Javier de Burgos, mediante el Real Decreto de 30 de noviembre de 1833, culminó definitivamente el proceso de división provincial y la provincia de Huelva no cambiará sus fronteras hasta nuestros días.
Aún en esta época se siguió el proceso repoblador, ya con competencias provinciales, de esta parte de la península. La fundación del Rosal de la Frontera, en el antiguo término de Aroche con más de 700 km² y apenas 2.000 habitantes, es un buen ejemplo de ello. Su nacimiento se debe a numerosos factores, mezcla entre una utopía ilustrada en la que "se persigue la creación de una sociedad ideal, justa y equilibrada, en la que una nueva clase de pequeños propietarios, laboriosos y de buenas costumbres, vertebran un Estado disciplinado y regido por la Razón" y a la necesidad de un control estratégico en la frontera con Portugal. Jurídicamente, tiene su origen en el Decreto de 29 de junio de 1822 sobre repoblación de términos extensos, facultad que el Gobierno concede a las restablecidas Diputaciones Provinciales. La falta de un espíritu común y también de recursos para el desarrollo del trabajo propuesto acabó con el sueño utópico inicial, sin embargo, el aumento de población se consiguió pronto, al igual que sus fines como emplazamiento estratégico en la frontera.

### Explotación moderna de las minas y primer desarrollo industrial

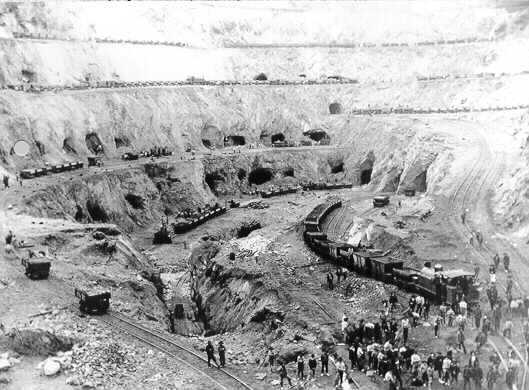
Explotación de las minas: Corta Atalaya.

Con motivo del traslado del comercio con los territorios americanos a Sevilla y Cádiz, Huelva entró en un periodo de decadencia del que no saldría hasta el siglo XIX, con la explotación intensiva de sus importantes recursos mineros. Si bien las minas del norte de la provincia habían sido explotada desde hacía miles de años, fue a partir de este siglo cuando compañías francesas en un principio y, sobre todo, después empresas británicas como la Río Tinto Company Limited creada para tal fin, las que a partir de 1874 explotaron los yacimientos de piritas de hierro y cobre situados en la zona del Andévalo, mayormente en la parte próxima a las poblaciones de Minas de Riotinto, Calañas y Tharsis, pertenecientes al municipio de Alosno. Fue en esa época cuando la provincia y sobre todo Ríotinto, según palabras del empresario e historiador de las minas David Avery, se convirtió "en el mayor centro minero del mundo".
La compañía Río Tinto llegó a construir un ferrocarril propio y un muelle-embarcadero en Huelva para el mineral.
Si bien todo ello implicó un crecimiento demográfico y modernización en la zona (la cuenca crece, Huelva comienza a dejar de ser un pequeño pueblo y se construyen infraestructuras como la línea férrea desde las minas hasta el puerto de la capital), la cuenca minera sería también, durante las primeras décadas del siglo XX, escenario de grandes conflictos sociales y feudo de la explotación británica, lo que hacía que los onubenses vieran cómo su riqueza minera embarcaba rumbo al extranjero. Particularmente trágico fue el año 1888, conocido en la zona como el "Año de los tiros", cuando tras una manifestación organizada por sindicalistas como Maximiliano Tornet terminó con una brutal carga del ejército contra el pueblo en Minas de Riotinto.
Cuando la rentabilidad de las explotaciones bajó, las minas pasaron a manos españolas, pero disminuyó considerablemente el empleo en las mismas debido a las modernas técnicas de explotación en unos casos, y al agotamiento de las explotaciones en otros.

## La provincia de Huelva a principios delsigloXX
Comienza una etapa muy productiva a nivel cultural, destacando la vuelta de uno de sus hijos predilectos, Juan Ramón Jiménez, a su pueblo natal en 1905, que coincidiría en su época literaria más fértil. También es la época en la que nacen los primeros periódicos de la provincia (Isla Cristina, 1910), siendo La Higuerita (Isla Cristina, 1915) el de más antigüedad que se conserva actualmente en la provincia, además de ser uno de los más antiguos de Andalucía (el Diario de Cádiz y el Correo de Andalucía son los únicos con mayor antigüedad de la comunidad).
Se crea el Museo provincial de Bellas Artes (precursor del actual museo provincial en Alameda Sundheim) en la calle Ricos de Huelva (antigua Castelar) y se construye el Gran Teatro de Huelva (Pedro Sánchez y Núñez, 1923).
Toda esta fiebre cultural surge por una influencia europeísta, en la que también el influjo del cuarto centenario del descubrimiento de América está presente, así como una pujanza de la burguesía y un despunte de sectores económicos como la industria conservera y el impulso económico que, a finales del XIX, supuso la llegada del ferrocarril para la provincia en general y el puerto de Huelva en particular.

### Vuelo del Plus Ultra

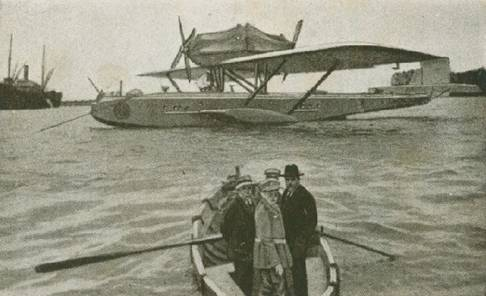
El Plus Ultra en el puerto de Palos de la Frontera, antes de iniciar el vuelo.

El 22 de enero de 1926 se inició desde el "Muelle de la Calzadilla" de Palos de la Frontera el denominado vuelo del Plus Ultra, desde donde partió Cristóbal Colón también rumbo a las Indias. El vuelo recorrió la distancia que separaba Palos de la Frontera de Buenos Aires. Fue el primer vuelo entre España y América, el que más kilómetros recorrió (10.270 km), se realizó en siete etapas y necesitó de un solo hidroavión. La expedición estuvo comandada por Ramón Franco Bahamonde. Se usó un hidroavión del tipo Dornier Wal, que está considerado como el avión más importante diseñado por Dornier a principios de la década de los años 1920. Alfonso XIII presidió la recepción de los tripulantes a su regreso, el 5 de abril de 1926, en el Monasterio de La Rábida.

### La Guerra Civil en la provincia
La provincia de Huelva, como otras provincias españolas, no se encontró ajena a las situaciones y sucesos previos a la sublevación militar del 18 de julio de 1936. Por lo tanto el sector más tradicional y el que deseaba cambios profundos de Huelva, la radicalización de diferentes grupos a lo largo del periodo republicano, el problema del campesinado, el clericalismo y anticlericalismo, la violencia y -finalmente- el triunfo del Frente Popular fueron los factores que en España y la provincia desencadenaron la larga guerra civil. Los días previos al 18, la mayor parte de la población y las autoridades intuían una sublevación por lo que se ordenó a la Guardia Civil que se confiscaran en sus cuarteles el mayor número de armas posible de los ciudadanos y la detención, el día 9, de varios políticos falangistas.
Por lo tanto, el 18 la mayor parte de la provincia es fiel a la República y el golpe no triunfa en un principio por la falta de sublevados en la zona. Desde Huelva fueron enviadas dos columnas militares hacia Sevilla para luchar contra los sublevados; la primera a cargo de Haro Lumbreras, que al llegar a la ciudad hispalense se pasó al lado fascista poniéndose a las órdenes de Gonzalo Queipo de Llano y la segunda -la Columna Minera- procedente de la Cuenca Minera e integrada por izquierdistas que se habían aprovisionado con dinamita procedente de las explotaciones. El 19 llegó la Columna Minera que inmediatamente fue vencida en La Pañoleta por las propias fuerzas de De Haro. Derrotada la columna, los que no murieron en la batalla o fueron fusilados posteriormente, escaparon a Huelva descargando su impotencia contra poblaciones e iglesias.

Situación de la Guerra Civil Española hacia septiembre de 1936. Se observa que aún quedan zonas de la sierra en manos de la República.

En ese sentido fueron patentes los daños causados días antes en iglesias como La Concepción o como el Monasterio de La Rábida. En Isla Cristina fue destruida y derribada la antigua iglesia de los Dolores en la también antigua plaza de la Constitución del siglo XVIII donde, tras la guerra, se construyó la actual plaza de las Flores que ocupa los espacios que anteriormente pertenecieron a la plaza de la Constitución y de la iglesia. La República se hizo fuerte estos primeros días de la guerra en sus bastiones y encarceló en algunos ayuntamientos a quienes se oponían al régimen, incluso se intentó incendiar algunas cárceles improvisadas con sus reclusos. En estos primeros días de la guerra fue enviada desde Sevilla la "Columna Carranza" (al mando de Ramón de Carranza) que a partir del 24 ocupó Chucena, Almonte, Bollullos, La Palma, Niebla, Trigueros, Beas, Valverde del Camino y la capital, el día 29. A partir de ahí se arrastró a toda la provincia; el Andévalo y la Sierra cayeron entre agosto y septiembre por lo que la resistencia, a excepción de la batalla de El Empalme, fue escasa, pasando al lado sublevado la localidad de Isla Cristina ese mismo día 29. La rápida sucesión de acontecimientos en esta provincia evitó mayores consecuencias bélicas (tal es el caso de los bombardeos del norte o de Madrid) y, ya sea con un régimen u otro, se impuso la estabilidad en la zona.
Ocupada la provincia, Haro Lumbreras es nombrado gobernador civil y militar hasta febrero del año siguiente. A partir de ahí comenzó un periodo de represión contra ciudadanos acusados de marxismo, actos violentos e ideas izquierdistas, así como contra la guerrilla que subsistió en la sierra durante un tiempo. Porque el "problema" de los huidos en la sierra anticipó en la provincia muchos de los elementos que poco después se darían en gran parte del estado. Por ello, desde el primer momento de inicio de hostilidades muchos republicanos que huían de la provincia quedaron acorralados en esa zona al estar rodeados por provincias ya "fascistas" o la frontera de un Portugal afín a los sublevados. Así, desde agosto de 1937 más de media provincia necesita ser declarada por las nuevas autoridades como "zona de guerra", cuando falangistas, milicias y Guardia Civil luchan contra una de las primeras guerrillas de España. Pero gran parte de este contingente lo conformaba población civil -mujeres, niños y ancianos incluso- que vio en la escarpado de la sierra la posibilidad de ocultarse hasta que cesaran las hostilidades.
La ocupación de Huelva supuso para el ejército sublevado un aprovechamiento estratégico de la frontera por donde se podían pasar armas desde Galicia (desde el primer momento contra la República), hecho que también anticipó los acontecimientos en el resto de Andalucía. En este contexto, Huelva jugó un papel importante en estas primeras semanas del conflicto fratricida que aún tardaría tres años en concluir.

### II Guerra Mundial y crisis económica

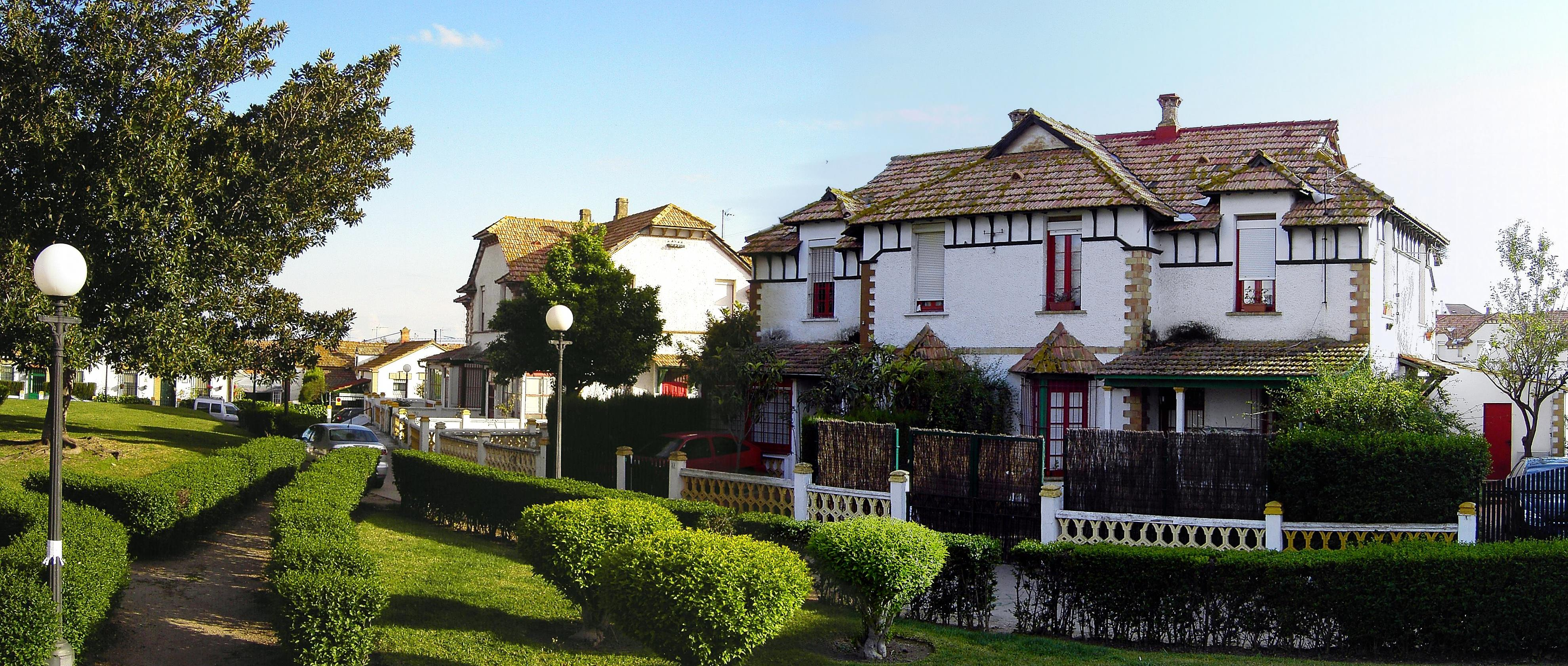
Barrio Reina Victoria (Huelva), uno de los pocos testimonios que quedan de la presencia anglosajona en la provincia.

Al término de la contienda la falta de alimentos que sumió al país en el hambre no fue tan fuerte en Huelva gracias a sus recursos pesqueros. El tren de la pesca que salía de los puertos de Isla Cristina y Ayamonte surtía a Castilla de alimentos hasta el punto de planearse la construcción en las propias instalaciones portuarias de Isla Cristina de varios ramales urbanos para cargar directamente el pescado en los trenes, tal y como se venía haciendo con el tren vinícola de Jerez. Finalmente el proyecto nunca se ejecutó.
Tras la conflagración española, la Huelva de la posguerra asistió a los acontecimientos relacionados con la II Guerra Mundial. Debido a su extensa población anglosajona y alemana, sobre todo en la capital, desempeñó un importante papel durante este conflicto. Así fue notable la existencia de numerosos espías aliados y nazis (sobre todo hombres de negocio de la ciudad y diplomáticos) que se controlaban entre sí y que consideraron la ciudad como un enclave estratégico gracias a su puerto. En este sentido, fueron numerosos los barcos aliados que sufrieron sabotajes e incluso fueron bombardeados por aviones alemanes procedentes de la base de Tablada (Sevilla). Prueba de ello es el pecio existente en la desembocadura de la ría de Huelva. Pero donde fue realmente importante el papel de la provincia fue en la conocida como Operación Mincemeat aliada de 1943, cuando el servicio secreto británico dejó en la cercana Punta Umbría los restos de un presunto comandante inglés (William Martin, el Hombre que nunca existió) con documentación falsa y localizado por José Antonio Rey María, un pescador local. Este acontecimiento fue del conocimiento de los nazis gracias a la ayuda de las autoridades locales como había previsto el ejército británico, lo que puso sobre falsas pistas a los alemanes. El desvío de la atención sobre el desembarco real en Sicilia, que traía por objeto este plan de confusión, fue decisivo para el final de la contienda.
A partir de esos años la sierra onubense comienza a perder población y a estar mal comunicada y con escaso potencial, iniciándose el éxodo rural a ciudades como Huelva, Madrid o Barcelona. Pocos municipios de la provincia aumentaron su censo en los años 1940 y la mayoría se trasladó a ciudades bien consolidadas donde aún se podía tener oportunidad de trabajar. Aun a principios del siglo XXI, la sierra de Huelva no se ha recuperado de su baja competitividad económica y sigue perdiendo población aunque a un ritmo más lento.

## La provincia desde mediados delsigloXXa la actualidad

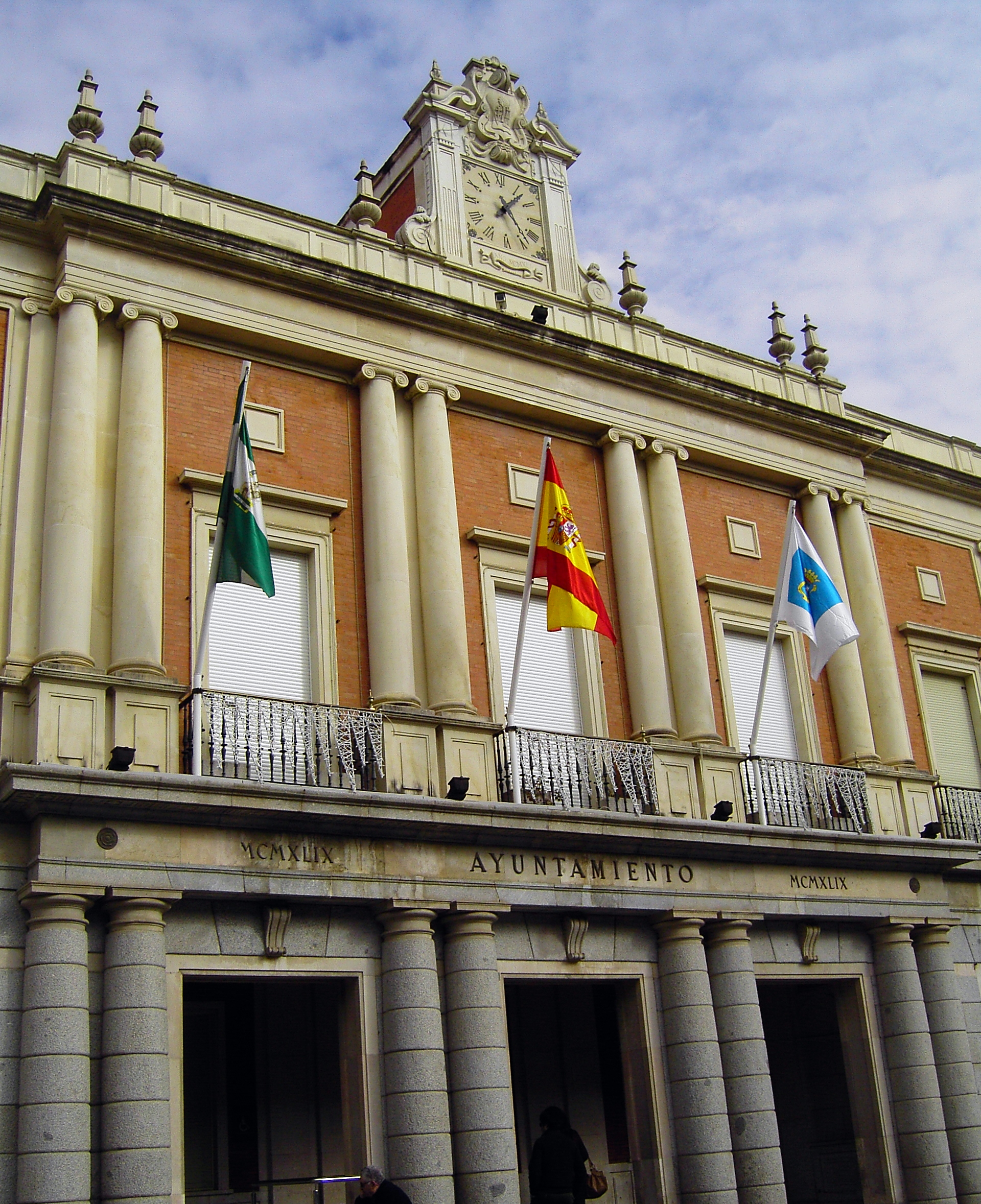
La llegada de la Democracia supuso un importante impulso a la provincia. En la imagen, el Ayuntamiento de la capital.

El progreso alcanzado por el país a partir de la Constitución española de 1978 y el desarrollo democrático permitieron que la provincia comenzara un despegue, aunque probablemente más lento que el de otras provincias, pero firme. En el terreno de las artes, el siglo XX onubense fue también clave. La provincia asistió al nacimiento y a la obra de diversos pintores y escritores de reconocido prestigio nacional e internacional. En artes plásticas destacan nombres como el de Eugenio Hermoso, Daniel Vázquez Díaz o José Caballero. Pero es en las letras, con la obra del moguereño ganador del Premio Nobel, Juan Ramón Jiménez, cuando la provincia consigue su mayor aportación a la cultura universal.

### Ubicación en Huelva del polo Químico, el vertedero de Nerva y la plantación masiva de eucaliptales
Para mitigar en parte el paro generado por el inevitable cierre de las minas, el gobierno franquista creó en 1964 Polo de Desarrollo, complejo que dio lugar a la creación en la parte sur de la provincia de una importante, aunque altamente contaminante, industria química: la del gas natural, refinería de petróleo, fábricas de ácido sulfúrico y fosfórico, abonos, dióxido de titanio, etc. La mayor parte de estas empresas siguen operando en la actualidad.
También fue importante por su fuerte impacto medioambiental la plantación masiva de eucaliptales prácticamente por toda la provincia, hecho que aún sigue produciéndose. Factores de los incendios forestales más importantes ocurridos en las últimas décadas
La ubicación de un vertedero de productos industriales y peligrosos en Nerva supuso un nuevo punto de inflexión en la contestación social ante este modelo industrial.

### Desintegración de la Cuenca Minera de Riotinto y el Andevalo
Si el siglo XIX y parte del XX habían supuesto un intenso proceso de explotación de los recursos mineros, diversos factores llevaron a esta industria a la crisis. Ello significó que las comarcas del Andevalo y la Cuenca Minera fueron arrastradas con la desintegración de las explotaciones.

### El desarrollo del cultivo masivo de fresas y la emigración

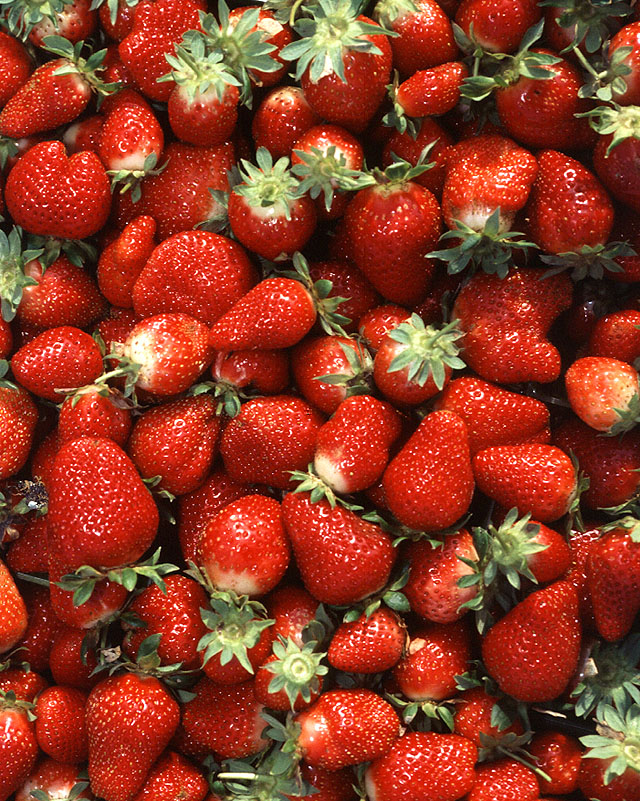
La fresa se convirtió en uno de los motores de la economía provincial.

A finales de los años 1960, el empresario Antonio Medina Lama realizó las primeras experiencias de cultivo de fresón en la provincia, revolucionando el incipiente cultivo de fresa que se venía realizando. Los primeros experimentos en cultivo de fresas con modernas técnicas intensivas las realizó en la finca de "Las Madres", en el término municipal de Moguer, cerca de la playa de Mazagón y a pocos kilómetros de Palos de la Frontera, extendiéndose rápidamente al resto de la provincia. En la actualidad, la provincia representa el 97% de la producción nacional de fresón y es el segundo productor mundial tras Estados Unidos, situando por ejemplo a Moguer en primer lugar de España en cuanto a superficie dedicada al cultivo de esta fruta o encontrándose en Palos de la Frontera la cooperativa con mayor producción mundial.
El desarrollo de la agricultura intensiva de regadío, tiene su contrapunto desde la perspectiva ambiental. De esta forma, se está produciendo una esquilmación del acuífero de Almonte-Marisma ante la presión ejercida por los cultivos en regadío en las inmediaciones de parque nacional de Doñana.
La numerosa mano de obra necesaria para su recolección y envasado ha dibujado un nuevo mapa de la emigración en Huelva llegándose a demandar más de 11.000 trabajadores en 2009, que habían sido 50.000 en 1995 aunque en su mayoría de comarcas cercanas, cantidad más significativa si se compara con los poco más de 510.000 habitantes censados en toda la provincia. Los temporeros suelen ser contratados en origen pero muchas localidades no pueden absorber el flujo de trabajadores optándose por la construcción de grandes campamentos cercanos a las explotaciones. Estos emigrantes no españoles proceden en su mayoría del Magreb (al menos un 50%, sobre todo de Marruecos), del África Subsahariana y de países de Europa del Este como Rumanía, Polonia o Lituania existiendo también trabajadores ecuatorianos y portugueses.

### Desarrollo urbanístico en la costa

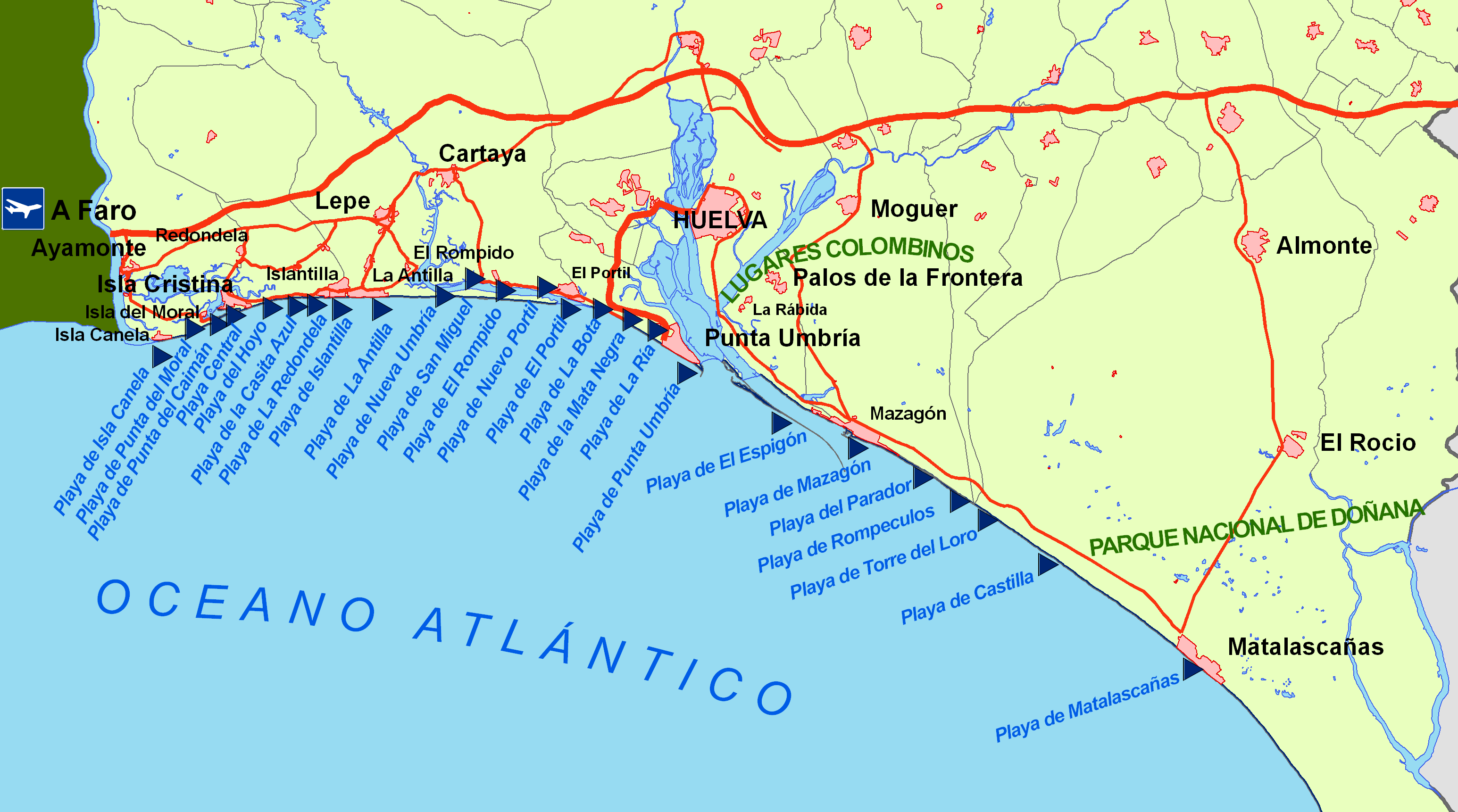
Mapa de la costa con las principales urbanizaciones, playas y espacios turísticos.

El impacto urbanístico en la zona onubense de la Costa de la Luz ha sido más tardío que en regiones cercanas como las costas de Cádiz o de Málaga. Así, en los años 1990 Huelva solo había afianzado los núcleos costeros turísticos sobre todo de Matalascañas (con un modelo mixto hotelero y de segunda residencia), Punta Umbría y Mazagón, al margen de los municipios con núcleo urbano cara al mar. 
El desarrollo urbanístico desde principios del nuevo siglo y la búsqueda de nuevos espacios para el mercado turístico hicieron mutar el perfil costero muy rápidamente. Pequeños municipios y pedanías han optado por un modelo mixto de gran complejo hotelero y urbanización iniciado en la mancomunidad de Isla Canela y continuado en Ayamonte, Isla Cristina, Lepe, El Rompido (Cartaya), El Portil y Nuevo Portil o la zona oeste y norte de Punta Umbría. Este auge urbanístico se ve con mayor perspectiva teniendo en cuenta la multitud de espacios protegidos en sus cercanías.

### Relaciones con el Algarve portugués

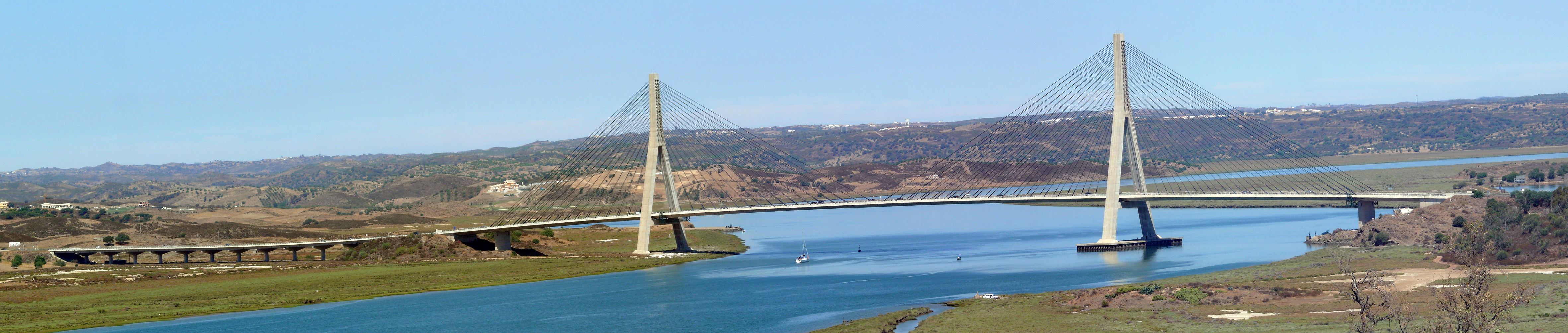
Panorámica del Puente Internacional del Guadiana desde Ayamonte.

Hasta 1992 las comunicaciones con la frontera portuguesa desde Huelva eran relativamente pobres. Existían dos puestos fronterizos: uno fluvial mediante transbordador entre Ayamonte y Vila Real de Santo António y otra terrestre a través de Rosal de la Frontera; ello no significa que los vínculos culturales y lingüísticos entre Huelva y el Algarve existieran de manera no oficial. Con la integración de ambos Estados en la Unión Europea y normas como el Acuerdo de Schengen las relaciones entre ambas zonas fronterizas cambiaron muy rápidamente. Como consecuencia de ello se reforzaron las comunicaciones; en 1991 se inauguró el Puente Internacional del Guadiana que comunicaba Ayamonte y Villa Real permitiendo pocos años después cruzar ambas frontera a través de autopista y en 2009 el Puente Internacional del Bajo Guadiana se convirtió en la tercera frontera entre ambas comarcas. Las fronteras económicas también comienzan a superarse desde entonces con experiencias de cooperación oficiales entre Huelva y el Algarve que se complementan con propuestas más globales como la creación de la Eurorregión tripartita Andalucía - Algarve - Alentejo en 2010.